# Guerres de Religion (France)
Pour les articles homonymes, voir Guerre de religion et Guerre de la Ligue.
En France, on appelle guerres de Religion les huit guerres civiles d'origine religieuse qui se sont succédé dans le royaume de France de 1562 à 1598, opposant partisans du catholicisme et partisans du protestantisme (les « huguenots ») dans des opérations militaires pouvant aller jusqu'à la bataille rangée. Les catholiques sont en général soutenus par le pouvoir royal et son armée, mais les deux camps disposent de leurs propres forces militaires, la noblesse française étant divisée entre les deux confessions, y compris la haute noblesse.
Le fondement religieux de cette division est le mouvement de réforme de l'Église catholique commencé en 1517 par le moine allemand Martin Luther, excommunié et mis au ban de l'Empire en 1520, mais qui, soutenu contre l'empereur Charles Quint par plusieurs princes allemands (surnommés « protestants » à partir de 1529), est à l'origine d'un long conflit dans le Saint-Empire, conclu en 1555 par la paix d'Augsbourg qui permet à chaque prince de choisir la confession de ses États, selon le principe du cujus regio, ejus religio. En France, le protestantisme, réprimé dès les années 1520, ne se développe que dans les années 1540 avec le calvinisme, lancé par le Français Jean Calvin, chef religieux des réformés (calvinistes) français.
À la fin du règne d'Henri II, il se forme deux factions : une protestante et une catholique. L'affaiblissement du pouvoir royal après la mort d'Henri II, sous la régence de Catherine de Médicis, accentue l'antagonisme entre protestants et catholiques qui dégénère en guerre civile. Les conflits se succèdent dès lors, entrecoupés de périodes de paix précaire, après la promulgation d'un édit de pacification autorisant plus ou moins le culte protestant. Les plus extrémistes, notamment la famille de Guise qui dirige la faction catholique, refusent cette solution.
La huitième guerre de Religion est particulièrement longue et violente, car dès 1584, il s'agit pour la faction catholique devenue un parti (la Ligue catholique) d'empêcher Henri de Navarre, chef de la faction protestante, de devenir roi de France à la mort d'Henri III. Après l'assassinat du roi en 1589 par un frère mendiant, le roi protestant Henri IV monte sur le trône avec le soutien d'une partie de la noblesse catholique. Ce n'est cependant qu'après sa conversion au catholicisme (1593) et au bout de neuf ans de combats qu'a lieu la reddition des derniers rebelles : vainqueur le 28 mars 1598 du duc de Mercœur retranché dans Nantes, Henri IV promulgue en avril le huitième édit de tolérance, l'édit de Nantes, qui, cette fois, est respecté.
Par la suite, le protestantisme n'est plus combattu que par le gouvernement. Le siège de La Rochelle, mené par le cardinal de Richelieu, principal ministre de Louis XIII (1627-1628), et la paix d'Alès, en 1629, privent les protestants de leur potentiel militaire. En 1685, l’édit de Fontainebleau révoque l'édit de Nantes (1598), constatant que « la meilleure et la plus grande partie de nos sujets de ladite Religion Prétendue Réformée ont embrassé la catholique […] ». Les persécutions continuent avec la guerre des Camisards au début du XVIIIe siècle, jusqu'à leur suspension par Louis XVI en 1787 (édit de Versailles).

## Contexte des guerres de Religion

### Les oppositions religieuses

Territoires contrôlés par les protestants lors des guerres de Religion (1562-1598) sur les frontières en 1685.
huguenots (calvinistes/réformés)
zone contestée
catholiques
luthériens (Alsace)

L'Église catholique est confrontée depuis les années 1520 au mouvement de la Réforme, d'abord incarné par le moine allemand Martin Luther (à partir de 1517), très puissant dans l'Empire dès les années 1520 (paix d'Augsbourg, 1555), puis par le Français Jean Calvin, dont la doctrine touche les cantons suisses, les provinces des Pays-Bas, l'Écosse et la France.
En France, le calvinisme pénètre une partie importante de la noblesse, y compris la haute noblesse, entraînant un vaste mouvement de conversion d'une partie de la noblesse française à partir de 1555, ainsi que certaines villes, particulièrement dans le sud (La Rochelle, Montauban, Nîmes) et l'ouest (Saumur, Fontenay-le-Comte) et dans certaines régions (Cévennes). François Ier puis Henri II ont mené une politique répressive mais n'ont pas réussi à juguler le protestantisme.
Les catholiques sont divisés entre les partisans de la tolérance (acceptant en particulier la liberté de conscience), issus de l'humanisme érasmien, et les partisans de la répression de ce qu'ils considèrent comme une hérésie. Un des enjeux de cette division est la liberté du culte (public) à accorder aux protestants. Pour les intransigeants, si un culte public est autorisé, ce ne peut en aucun cas être à l'intérieur des villes (l'édit de Nantes énumère les villes où le culte protestant ne peut avoir lieu que hors les murs, voire à une certaine distance). Le massacre de la Saint-Barthélemy (1572) est pour une part issu de la révulsion des catholiques parisiens au spectacle de la noblesse protestante venue assister au mariage de l'hérétique Henri de Navarre avec la catholique Marguerite de Valois (Henri est d'ailleurs contraint d'abjurer le protestantisme pour échapper au massacre).
Du côté protestant, il y a aussi des intransigeants mais étant donné que les protestants sont minoritaires dans la population, ils sont moins influents que dans le camp catholique.

### L'affaiblissement du pouvoir royal

Carte du grand tour de France de Charles IX.

Ces troubles coïncident avec un affaiblissement de l’autorité royale, alors que François Ier et Henri II avaient mis en place un régime qui ne souffrait aucune contestation de leur pouvoir.
Lorsqu'Henri II meurt accidentellement le 10 juillet 1559, à l'âge de 40 ans, il laisse quatre fils encore très jeunes : François (1544-1560), Charles (1550-1574), Henri (1551-1589) et François-Hercule (1555-1584).
Le règne de François II est très court. La reine-mère Catherine de Médicis (1519-1589) devient officiellement régente à l'avènement de Charles IX, encore très jeune, et continue de jouer un rôle important par la suite. Entre les deux camps opposés, Catherine de Médicis hésite entre tolérance et répression.
Parallèlement, l'absence d'héritier mâle chez les enfants d'Henri III fragilise encore la royauté, surtout sachant que le premier prince du sang à partir de 1562 (mort d'Antoine de Bourbon) est Henri de Navarre, dont la mère, Jeanne d'Albret, est une calviniste convaincue. Ce problème deviendra crucial dans les années 1580.
Le caractère encore féodal du pays apparaît nettement avec l'indépendance croissante des princes et des partis qui augmentent dangereusement le réseau de leurs clientèles.
Les États généraux, réunis à quatre reprises (1560, 1561, 1576, 1588) sous les derniers Valois, sont l'expression de cet affaiblissement de l'autorité royale puisque le roi tente d'obtenir l'appui de ses sujets pour pouvoir faire respecter ses décisions. À cette occasion, le pouvoir royal est remis en cause par des hommes de loi et des lettrés[réf. nécessaire] qui aspirent à une subordination du roi à l'égard de ces assemblées. C'est par exemple le cas de François Hotman, penseur calviniste auteur de Franco-Gallia en 1573, après le massacre de la Saint-Barthélemy.

### Les clans nobiliaires
Les rois successifs étant en minorité, trois clans nobiliaires, liés par divers liens de famille, tentent de s’imposer pour contrôler le pouvoir royal. Ces trois clans s'identifient plus ou moins à une tendance religieuse : les ultra-catholiques (Guise) ; les catholiques modérés (Montmorency) ; les protestants (Bourbon, et leur branche cadette des Condé ; Châtillon-Coligny).

#### Les Guise, chefs du parti catholique
La maison de Guise est issue de la maison de Lorraine, le premier duc de Guise, Claude (1496-1550), étant le fils cadet du duc de Lorraine René II (1451-1508).
Ils connaissent une ascension politique notable à la cour de France, notamment grâce au mariage de Marie Stuart (1542-1587), fille de Marie de Guise (1515-1560), reine d'Écosse (fille de Claude), avec le dauphin François (1544-1560), futur François II.
Si l'hostilité manifestée par les Guise à l'encontre de la politique de tolérance religieuse de Catherine de Médicis cause parfois leur mise à l'écart sous le règne de Charles IX, cette intransigeance catholique leur permet de cultiver une grande popularité auprès du peuple. Loués pour leur rôle de champions de la foi, ils reviennent triomphalement sur le devant de la scène sous Henri III grâce à la Ligue. En 1588, les ligueurs parisiens parviennent à chasser Henri III de la capitale, ce qui renforce considérablement l'influence des Lorrains. Catherine de Médicis, elle-même, finit par « prier » son fils de « rendre content » le duc de Guise. L'année suivante, la Ligue destitue le roi à la suite de l'assassinat des deux chefs de la maison ; leur frère survivant, Charles, duc de Mayenne, devient le principal opposant à l'avènement du roi protestant Henri IV.
Les membres les plus importants de la maison de Guise durant les guerres de Religion sont :
- François de Guise (1519-1563), 2e duc, fils de Claude ;
- le cardinal Charles de Lorraine (1524-1574), frère de François de Guise ;
- Henri de Guise (1550-1588), « le Balafré », 3e duc, fils de François ; assassiné à Blois, à l'occasion des États généraux, sur l'ordre d'Henri III ;
- Catherine (1552-1596), sœur d'Henri de Guise ; épouse en 1570 le Bourbon (catholique) Louis III de Montpensier (1513-1582) ; « duchesse de Montpensier », c'est une ligueuse acharnée à partir de 1585, notamment à l'encontre d'Henri III ;
- Charles, duc de Mayenne (1554-1611), frère d'Henri de Guise.

Parmi les autres membres du clan, on trouve Philippe-Emmanuel de Lorraine (1558-1602), duc de Mercœur, petit-fils du duc Antoine de Lorraine (fils et successeur de René II) ; gouverneur de Bretagne résidant au château de Nantes, il est le dernier ligueur à faire sa soumission en 1598, peu avant la promulgation de l'édit de tolérance de 1598 : l'édit de Nantes.
En revanche, Louise de Lorraine-Vaudémont (1553-1601), qui épouse Henri III en 1575, lui accorde un soutien indéfectible et, en 1594, demande à Henri IV de châtier sa cousine la duchesse de Montpensier, ce qu'il refuse.

#### Les Montmorency
Les Montmorency sont une famille ancienne qui tire sa fortune de l'ascension du connétable Anne de Montmorency (1493-1567) sous le règne de François Ier.
Elle est liée à la famille de Coligny, Gaspard Ier de Coligny (1470-1522) ayant épousé la sœur du connétable, Louise de Montmorency (1496-1547).
Bien que partagés entre catholiques et protestants, les Montmorency et les Coligny s'unissent à l'occasion pour lutter contre l'influence des Guise.
Sans réduire les guerres de Religion à un conflit privé entre ces deux familles, leur concurrence dans la course au pouvoir mobilise leurs vastes clientèles respectives, réparties sur l'ensemble du royaume.
François de Montmorency (1530-1579) et Henri de Montmorency-Damville (1534-1614) sont deux fils du connétable qui ont joué un rôle important pendant les guerres de Religion.
Dans la famille de Coligny, on trouve :
- Gaspard II de Coligny (1519-1572), fils de Gaspard Ier, amiral de France ; tué lors du massacre de la Saint-Barthélemy ;
- François de Coligny d'Andelot (1521-1569), fils de Gaspard Ier, mort après la bataille de Jarnac, mais d'une fièvre ;
- Odet de Coligny (1517-1571), le « cardinal de Châtillon », fils de Gaspard Ier, converti au calvinisme en 1562, mort en exil à Southampton ;
- François de Coligny (1557-1591), fils de Gaspard II.

#### Les Bourbon
Issus en ligne agnatique de Robert de Clermont, fils de saint Louis, les Bourbon sont des princes du sang. Ils ont donc la préséance sur tous les autres gentilshommes du royaume et siègent non loin du roi dans les cérémonies.
À l'époque des guerres de Religion, la famille est représentée par les fils de Charles IV de Bourbon, duc de Vendôme (1489-1537) : Antoine, Charles (sans descendance) et Louis et leurs familles (branches « Bourbon », « Condé », « Conti »), dont les membres sont soit des protestants, soit des catholiques partisans de la Réforme, soit des catholiques conservateurs :
- Antoine de Bourbon (1518-1562), roi (consort) de Navarre et duc de Vendôme, catholique adepte de la Réforme ; mort au service du roi durant la première guerre de Religion ;
- son épouse, Jeanne d'Albret (1528-1572), reine de Navarre, calviniste ;
- son fils Henri (1553-1610), roi de Navarre à partir de 1572, héritier présomptif à partir de 1584 ; épouse le 18 août 1572 la sœur du roi de France, Marguerite de Valois (« la reine Margot »), et abjure le protestantisme pendant le massacre de la Saint-Barthélemy ;
- sa fille Catherine (1559-1604), sœur d'Henri, calviniste ; mariée en 1599 avec Henri de Lorraine (1563-1624) ;
- Charles (1523-1590), catholique, archevêque de Rouen et cardinal Vendôme puis de Bourbon ; à partir de 1584, candidat de la Ligue au trône à la place de son neveu Henri de Navarre ;
- Louis Ier de Bourbon-Condé (1530-1569), premier prince de Condé, calviniste ; mort à la bataille de Jarnac ;
- son fils Henri Ier de Bourbon-Condé (1552-1588), second prince, calviniste ; sa mort inopinée suscite des suspicions, principalement à l'encontre de son épouse, emprisonnée jusqu'en 1596 ;
- son second fils François (1558-1614), prince de Conti ; catholique ;
- Charles (1562-1594), catholique ; archevêque de Rouen et cardinal après la mort de son oncle Charles ;
- Charles (1566-1612), comte de Soissons ; catholique, rallié à Henri de Navarre (bataille de Coutras, 1587).

Il existe une branche cousine, les Bourbon-Montpensier, issue de Louis de Bourbon-Vendôme (1473-1520), oncle de Charles IV de Bourbon :
- Louis III de Montpensier (1513-1582), catholique intransigeant après la mort de sa première épouse ; gouverneur de Bretagne (1569), il épouse la sœur d'Henri de Guise, Catherine de Lorraine (1552-1596) ;
- sa première épouse Jacqueline de Longwy (circa 1520-1561), catholique sympathisante de la Réforme protestante ; amie de la reine Catherine de Médicis ;
- son fils François (1542-1592), catholique ; époux de Renée d'Anjou-Mézière (« la princesse de Montpensier ») ;
- sa fille Charlotte (1546-1582), épouse (en troisièmes noces) de Guillaume d'Orange.

Louis de Condé puis son fils Henri apparaissent comme les chefs du camp protestant jusqu'à ce qu'Henri de Navarre s'évade en 1576 de la cour de France, où il était contraint de résider après sa conversion forcée au catholicisme du massacre de la Saint-Barthélemy.

### Contexte international

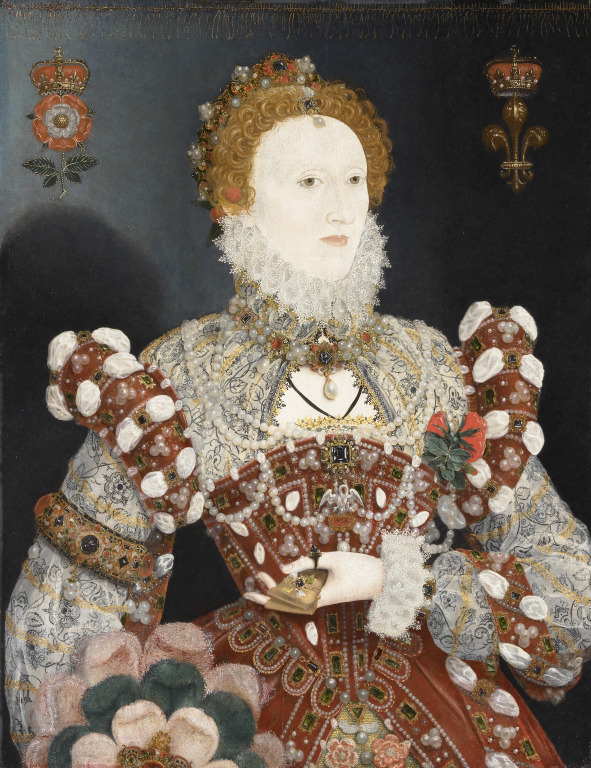
En 1572, la reine d'Angleterre Élisabeth Ire (reine d'Angleterre) s'allie à la France contre l'Espagne.

La situation géopolitique du royaume de France pendant les guerres de Religion est déterminée par deux événements essentiels :
- les abdications de Charles Quint de 1555 à 1558, qui cède à son fils aîné Philippe les Pays-Bas et le comté de Bourgogne (Franche-Comté), d'une part, l'Espagne et ses dépendances (Milan et Naples, ainsi que l'empire d'Amérique), d'autre part ; il cède à son frère Ferdinand les possessions autrichiennes de la maison de Habsbourg, ainsi que la dignité impériale ;
- la fin de la onzième et dernière guerre d'Italie, qui s'est conclue par la défaite de la France et le traité du Cateau-Cambrésis (1559).

À partir de 1559, Philippe II, sorti vainqueur de cette guerre, est donc en position forte par rapport à la France, avec des territoires qui encerclent le royaume au sud, au nord et à l'est. Cependant, si son pouvoir est très fort en Espagne et en Franche-Comté, il connaît à partir de 1566 des problèmes aux Pays-Bas (révolte des Gueux et crise iconoclaste), problèmes qui deviennent très graves à partir de 1568, lorsque commence, sous la direction de Guillaume d'Orange, le soulèvement contre la présence espagnole aux Pays-Bas, qui aboutit en 1581 à la sécession des Provinces-Unies.
La guerre aux Pays-Bas interagit avec la situation en France : c'est ainsi que le port de La Rochelle, bastion protestant, devient une base de la flotte des gueux de mer de 1568 à 1572, et qu'en 1582, le frère d'Henri III, François, est déclaré souverain des Pays-Bas à la place de Philippe II et est couronné duc de Brabant sur décision des États généraux des Provinces-Unies.
De son côté, Philippe II intervient dans les guerres de Religion, en particulier au cours de la huitième, en soutenant le clan des Guise. Cependant, les deux pays restent officiellement en paix jusqu'à ce que, en 1595, Henri IV déclare la guerre à l'Espagne, guerre conclue le 2 mai 1598, peu après l'édit de Nantes, par la paix de Vervins.
La reine d'Angleterre Élisabeth Ire intervient aussi en soutenant les protestants.
L'Angleterre espère récupérer la ville de Calais dont elle n'a pas accepté la perte en 1558. L'Espagne espère recouvrer la partie septentrionale de la Navarre. La Savoie, alliée à l'Espagne, entend récupérer les places italiennes occupées par la France depuis les guerres d'Italie.
Un autre aspect de la dimension internationale du conflit est l'utilisation de soldats étrangers par les rois de France, qui font ainsi venir des mercenaires suisses ou des troupes italiennes envoyées par le pape. Les reîtres et les lansquenets allemands sont largement utilisés dans le conflit par les deux partis. Les Espagnols utilisent des troupes flamandes.

### Partis politico-religieux apparus pendant les guerres de Religion

#### Le parti des moyenneurs
Les moyenneurs sont, dans le contexte des guerres de Religion, les partisans d’un compromis dogmatique entre catholiques et protestants en vue d’une réconciliation religieuse. Avec l'appui de la reine Catherine de Médicis, ils tentent d'instaurer une politique de tolérance civile qui aboutit à l'édit de janvier 1562 qui accorde la liberté de culte aux protestants.
Ce parti est incarné par des hommes d'État comme le chancelier Michel de L'Hospital et nombre d'hommes d'Église adeptes de la Réforme comme Paul de Foix et Jean de Monluc.

#### Le parti des politiques
Dans la continuité du parti des moyenneurs, le parti des politiques se développe après la Saint-Barthélemy, bénéficiant du soutien du mouvement des Malcontents.
Il s'agit souvent de juristes, soucieux de la paix civile, opposés aux outrances religieuses. Un de leurs théoricien est Jean Bodin (1529-1596).

#### Les Malcontents
Dans les années 1570 apparaît, lors de l'avènement d'Henri III, le parti des Malcontents, dirigé par François d'Alençon, frère cadet d'Henri III et héritier présomptif. François d'Alençon, très vite duc d'Anjou, n'hésite pas à s'allier avec les chefs protestants. Après l'échec du mouvement, il établit des contacts avec les insurgés néerlandais opposés à Philippe II.

#### La Ligue catholique
Les catholiques intransigeants forment à partir des années 1580 la Ligue, qui reconnaît la famille de Guise comme son chef, mais dans laquelle les élites urbaines ont un rôle important (gouvernement des Seize à Paris durant le siège d'Henri IV).
Un des thèmes favoris de la Ligue est le droit au régicide, le droit de tuer un roi devenu un tyran lorsqu'il ne respecte pas les lois fondamentales du royaume.

#### L'organisation du protestantisme
Les protestants sont structurés non seulement par leurs grandes familles, mais aussi par les assemblées de théologiens (synodes) réunis de temps à autre, par les Académies protestantes (Montauban, Saumur, Sedan) et par les institutions des territoires protestants, qui, pendant cette période, font du sud-ouest du royaume (notamment les fiefs de la maison d'Albret-Navarre) un territoire à part.
Les grandes figures du protestantisme durant les guerres de Religion sont des aristocrates : les princes du sang protestants, notamment les Condé et les Conti, et, jusqu'à la Saint-Barthélemy, les Châtillon-Coligny, qui jouent un rôle à la fois politique et militaire : pendant les premières guerres de Religion, Louis Ier de Bourbon-Condé, François de Coligny d'Andelot et Gaspard II de Coligny dirigent l'action politique, militaire et diplomatique des huguenots. Après la mort des deux premiers en 1569, l'amiral de Coligny prend seul le commandement des troupes protestantes et partage la direction politique avec Jeanne d'Albret.
Une place à part dans l'aristocratie est en effet celle de Jeanne d'Albret (1528-1572), reine de Navarre, vicomtesse de Béarn, qui s'est convertie publiquement au calvinisme à Noël 1560, avant d'adopter après la mort de son époux en 1562 une version rigoriste du calvinisme. Elle bénéficie d'un statut de prince souverain, à la fois dans le royaume de Basse-Navarre et dans la vicomté de Béarn, et peut donc légiférer indépendamment des rois de France (en revanche, elle est moins libre dans ses terres d'Albret et dans le comté de Foix, fiefs français). Elle dote le Béarn d'une législation religieuse strictement calviniste, malgré l'attachement de beaucoup de ses sujets au catholicisme. Elle crée l'Académie protestante du Béarn (1562), installée à Lescar, puis à Orthez.
En 1568, accompagnée de son fils, Henri de Bourbon, premier prince du sang, elle s'enferme au début de la troisième guerre de Religion dans La Rochelle avec l'élite nobiliaire du parti. Elle joue aussi un rôle politique important dans le royaume, par ses relations avec Catherine de Médicis et la cour de France, notamment lors de la préparation du mariage d'Henri avec Marguerite de Valois, sœur du roi Charles IX. Elle meurt à Paris le 9 juin 1572, un peu avant ce mariage (18 août) et avant le massacre de la Saint-Barthélemy. Après sa mort, sa fille Catherine poursuit son œuvre mais de façon moins soutenue ; elle est souvent régente de Béarn en l'absence de son frère, tandis que Henri, devenu roi de Navarre, est retenu à la cour, ayant pu de peu échapper au massacre en abjurant le protestantisme. Il réussit à s'échapper en 1576 et à revenir en terres protestantes (il a 23 ans à ce moment).
La place d'Henri de Navarre chez les huguenots est importante à partir de cette évasion. Redevenu protestant, il soutient cependant une version du calvinisme plus tolérante que celle de sa mère, ou même que celle des princes de Condé. Son cousin, Henri Ier de Bourbon-Condé, est censé l'appuyer, mais une rivalité les oppose et ils ne réussissent pas à collaborer dans l'intérêt du parti[réf. nécessaire] huguenot. À la mort de Condé en 1588, le roi de Navarre reste seul à la tête du parti, jusqu'à son accession au trône de France en août 1589.
Sur le plan religieux, la principale personnalité est Théodore de Bèze (1519-1605), issu de la petite noblesse bourguignonne, très proche de Calvin (1509-1564) puisqu'il prend sa succession à la tête de l'Église de Genève. Il intervient directement dans la vie du royaume lors de ses voyages en France (colloque de Poissy, par exemple), mais entretient aussi des relations épistolaires avec les aristocrates et les pasteurs. Il assiste Calvin lors de l'élaboration de la Confession de foi des Églises réformées de France, adoptée par le synode de Paris en 1559, et confirmée par le synode de La Rochelle en 1571, ainsi que par les Églises réformées du Béarn. On peut aussi citer François de Morel (années 1556-1562) et Nicolas Des Gallars (1520-1581).
Un rôle important, à l'échelle locale, est joué par les élites des villes d'orientation protestante, au premier rang desquelles on trouve les maires de La Rochelle : François Pontard (1567-1568) ; Jean Salbert (1568-1570) ; Jacques Henry, qui dirige la ville pendant le siège de 1573 (1572-1573).
Les Églises réformées sont très tôt organisées sur le plan religieux par les réunions de synodes qui ont lieu à intervalle régulier : synode de Paris en 1559, synodes de La Rochelle en 1571 et en 1581, notamment.
Mais, en lien avec les nobles protestants, elles se dotent d'une organisation politique à partir de 1573, avec le règlement de Millau, puis le règlement de Nîmes de décembre 1574, qui reste en vigueur jusqu'en 1588 : les Églises locales sont regroupées en diocèses, puis en provinces. Les provinces ont une assemblée provinciale et un gouverneur. Chaque année doit avoir lieu une assemblée générale, chaque province déléguant trois députés, un noble et deux roturiers. Les provinces protestantes existent effectivement dans le sud, du Dauphiné à la Saintonge. Cette organisation est réputée fonctionner avec l'accord du roi de France, sans remettre en cause sa légitimité. Dès 1574, des accords sont passés avec le duc de Montmorency, gouverneur du Languedoc. Un Protecteur est désigné : c'est d'abord le prince de Condé, puis Henri de Navarre à partir de 1578. Il assiste aux assemblées générales de 1578, 1579 et 1581, tenues à Montauban, et à celle de 1582, à Saint-Jean-d'Angély.
L'assemblée générale tenue en novembre 1588 à La Rochelle, après quatre années d'interruption, est assez critique envers Henri de Navarre, en raison de sa politique générale jugée opportuniste, voire pour certaines dépenses et comportements ; mais il est reconduit comme Protecteur ; l'assemblée impose un certain contrôle sur son gouvernement : le conseil du prince doit inclure 10 personnes choisies par les assemblées et un représentant de La Rochelle, en plus des membres de droit (princes du sang) et des titulaires de hautes fonctions civiles ou militaires.
À l'organisation des Églises s'ajoute en effet l'appareil administratif et politique d'Henri de Navarre : l'administration de ses domaines féodaux (chambres des comptes de Pau, Nérac, La Fère et Vendôme), dont il tire des revenus importants, et son état-major, avec notamment Philippe Duplessis-Mornay, Jacques de Ségur-Pardaillan, Agrippa d'Aubigné, Maximilien de Béthune, les chanceliers Louis du Faur, seigneur de Gratens, et Arnaud du Ferrier, François de La Noue, Henri de La Tour d'Auvergne, vicomte de Turenne ; et les catholiques Antoine de Roquelaure et Henri d'Albret-Miossens.
Après avoir quitté la cour de France en 1576, il s'installe d'abord à Agen, étant à ce moment banni de Bordeaux par les magistrats de la ville, et, en tant que gouverneur de Guyenne, promulgue les ordonnances d'Agen (1er avril 1577), qui affirment la nécessité de la tolérance mutuelle entre sujets protestants et catholiques. Par la suite, la cour d'Henri se déplace souvent, avec pour centre Nérac, où elle passe plusieurs mois (1578-1579) lors d'un séjour de Marguerite.

## Vers la guerre civile

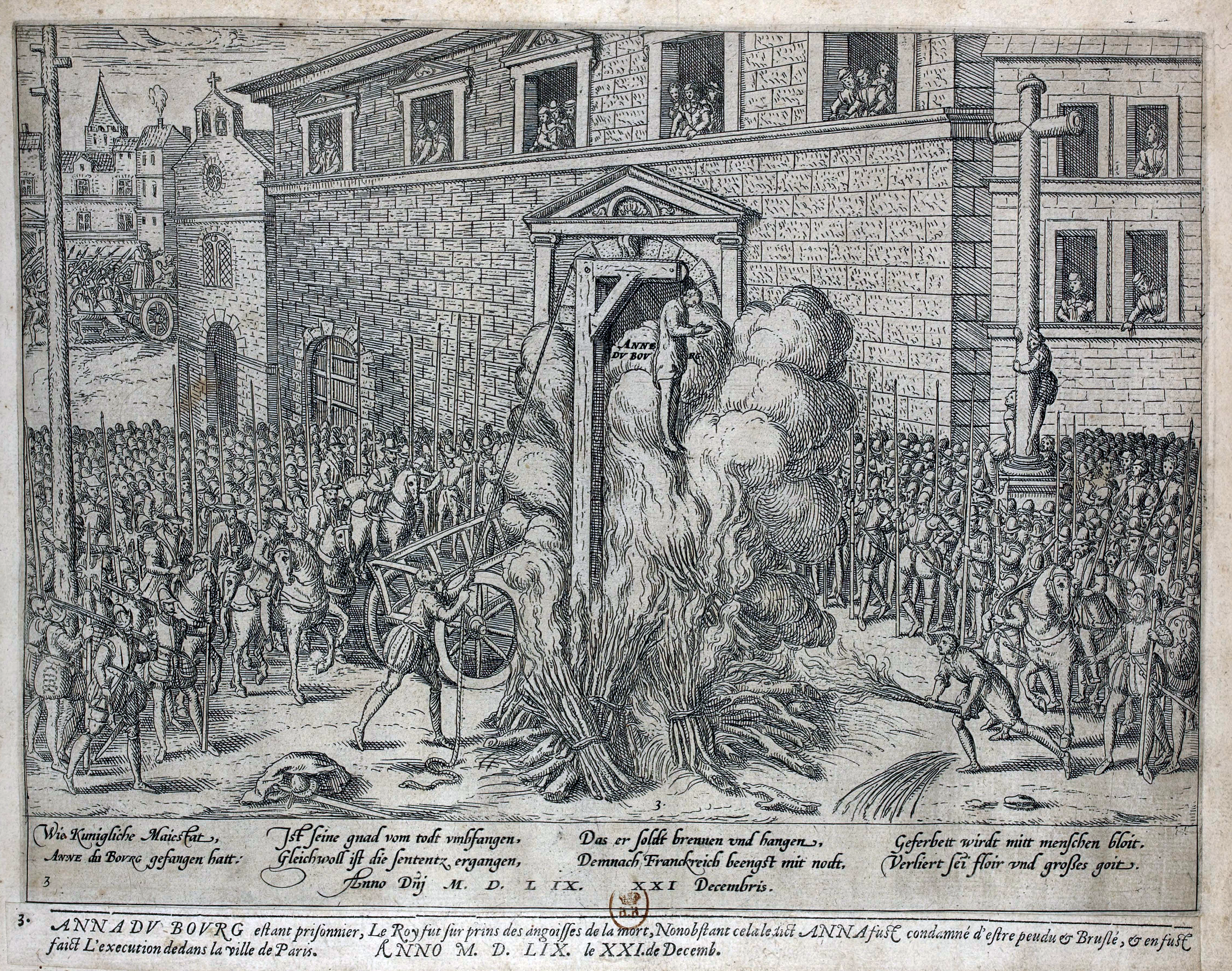
L'exécution du magistrat Anne du Bourg, qui avait vivement critiqué Henri II (roi de France) pour sa répression religieuse en 1559.

### Le développement du protestantisme en France
Les premiers troubles religieux apparaissent sous le règne de François Ier (1515-1547).
Malgré son inclination pour l'humanisme, le roi considère la Réforme comme une menace à son autorité. En 1529 Berquin, un ami d'Érasme, est exécuté. À partir de l'affaire des Placards (1534), le roi se met à persécuter les protestants. En 1545, 3 000 Vaudois du Luberon sont massacrés à Mérindol sur l'ordre du parlement d'Aix, avec l'assentiment du roi.
Sous le règne de son fils Henri II (1547-1559), les tensions religieuses augmentent dangereusement. Le roi met en place une législation antiprotestante en multipliant les édits répressifs. L'édit de Compiègne de 1557 réserve aux tribunaux laïcs le jugement des protestants dès lors qu'il y a scandale public. L’édit d'Écouen de 1559 demande d'abattre sans jugement tout protestant en fuite ou révolté. Il donne aussi la mission à certains notables de se rendre en province pour réprimer l'hérésie. Enfin la « chambre ardente » créée en 1547 au parlement de Paris pour condamner au bûcher les « hérétiques » fait exécuter en deux ans trente-sept personnes.
Malgré cette persécution, le protestantisme connaît un essor considérable. La répression voulue par le roi reste limitée par la faiblesse de ses institutions. Le roi ne dispose pas d'un encadrement judiciaire suffisamment important pour mettre en œuvre sa politique. Les édits sont mal appliqués du fait qu’une partie non négligeable de ses officiers éprouve des sympathies pour la Réforme. Le protestantisme se diffuse surtout en milieu urbain parmi les gens qui ont accès à la culture : bourgeois, artisans, gens d'Église, érudits, écrivains et officiers de justice. Le roi réagit. L'édit de Châteaubriant, en 1551, précise minutieusement les modalités de la répression. On augmente les peines qui frappent les libraires, éditeurs et diffuseurs de livres interdits.
La noblesse française vient à la Réforme à partir de 1555. De grands personnages de la cour, tels que le prince de Condé et François d'Andelot, contribuent à son développement. À la fin du règne d'Henri II, le protestantisme réalise de tels progrès que les premières églises se forment.
La réaction du roi est brutale, à l'image de l'arrestation de six conseillers au parlement de Paris, dont Anne du Bourg, lors de la séance du 10 juin 1559. Le roi meurt un mois plus tard, blessé mortellement au cours d'un tournoi. Sa disparition ouvre une période d'incertitude. En outre, le traité du Cateau-Cambrésis, signé au mois d'avril de cette même année, a laissé la noblesse sans emploi et disponible pour des guerres intérieures.

### L'exacerbation des tensions (1560-1562)

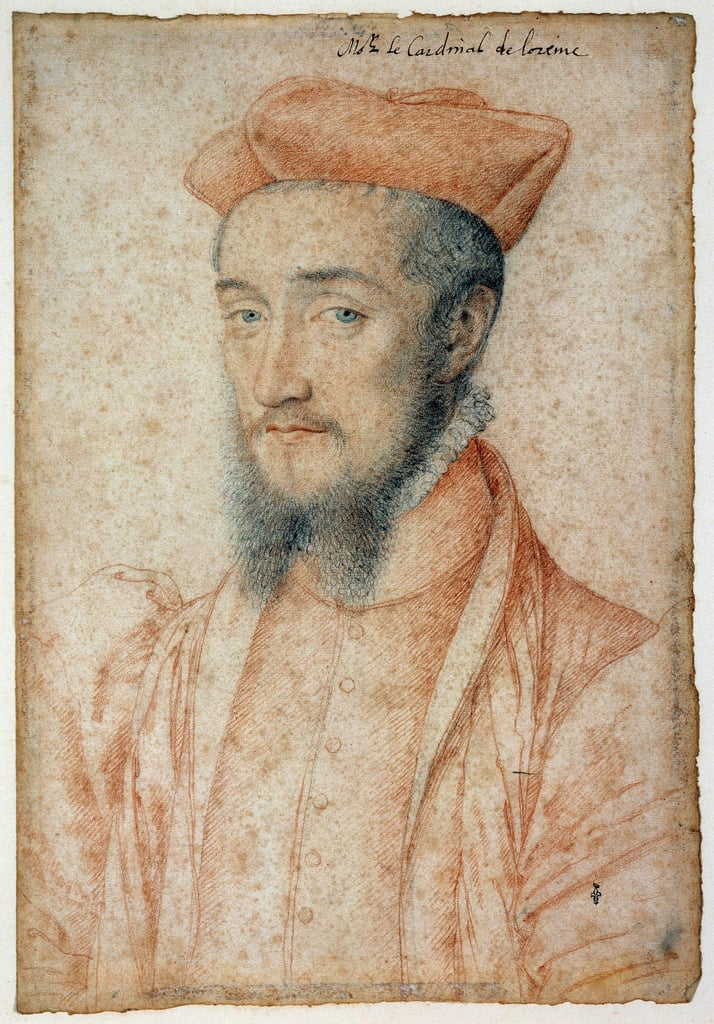
Le cardinal de Lorraine.

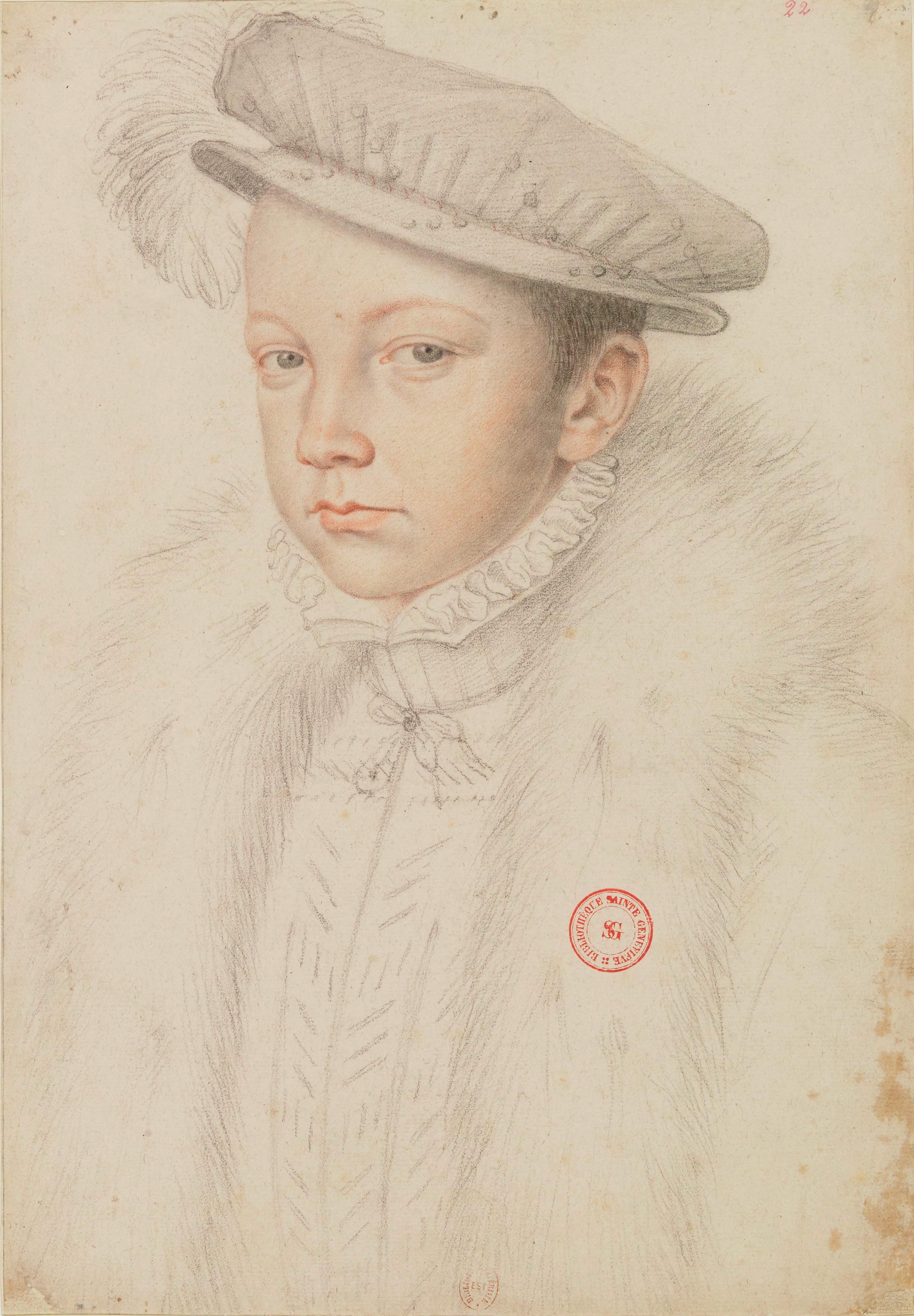
François II.

En 1560, différents partis s'opposent pour contrôler le pouvoir royal placé depuis juillet 1559 entre les mains du jeune roi François II, âgé de 15 ans et de santé fragile. Celui-ci confie le gouvernement aux oncles de son épouse, le duc de Guise et le cardinal de Lorraine, partisans catholiques de la fermeté à l'égard des protestants.
Toutefois, la légitimité de leur présence au pouvoir est remise en cause par les protestants, dont le prince de Condé. Les plus extrémistes d'entre eux font un procès secret aux Guise. Un gentilhomme français, réfugié en Suisse, La Renaudie, se charge d'exécuter la sentence[réf. nécessaire] : c'est la conjuration d'Amboise. La Renaudie recrute cinq cents gentilshommes pour surprendre la Cour à Blois. Mais les Guise sont prévenus et transfèrent la Cour à Amboise le 22 février 1560. Les conjurés, qui veulent s'introduire clandestinement dans le château d'Amboise, sont trahis. L'attaque a cependant lieu le 17 mars ; mal organisée, elle échoue. La répression est féroce. Les conjurés faits prisonniers sont pendus sur la terrasse du château. De nombreux protestants sont révoltés par cette répression. À la Cour, la conjuration d'Amboise fragilise la position des Guise et renforce celle de la reine-mère Catherine de Médicis, plus disposée qu'eux à une politique de conciliation. Entourée de conseillers modérés et proches de la Réforme, elle obtient du roi l'amnistie des « crimes d'hérésie », la convocation des États généraux et la préparation d'un concile national.
Les plus déterminés des protestants tentent des coups de force. Des églises sont occupées. La répression reprend de plus belle en septembre. Le prince de Condé est arrêté sur l'ordre personnel du roi. Certains évêques et présidents de parlement appellent l'armée royale à l'aide. En Languedoc, le comte de Villars met en fuite les ministres protestants et rend les églises au culte catholique.

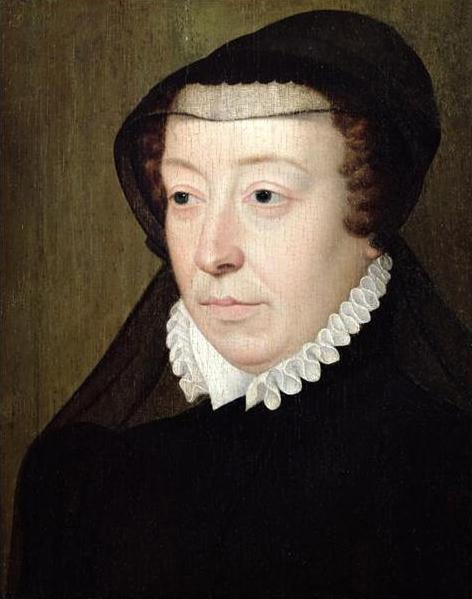
Catherine de Médicis.

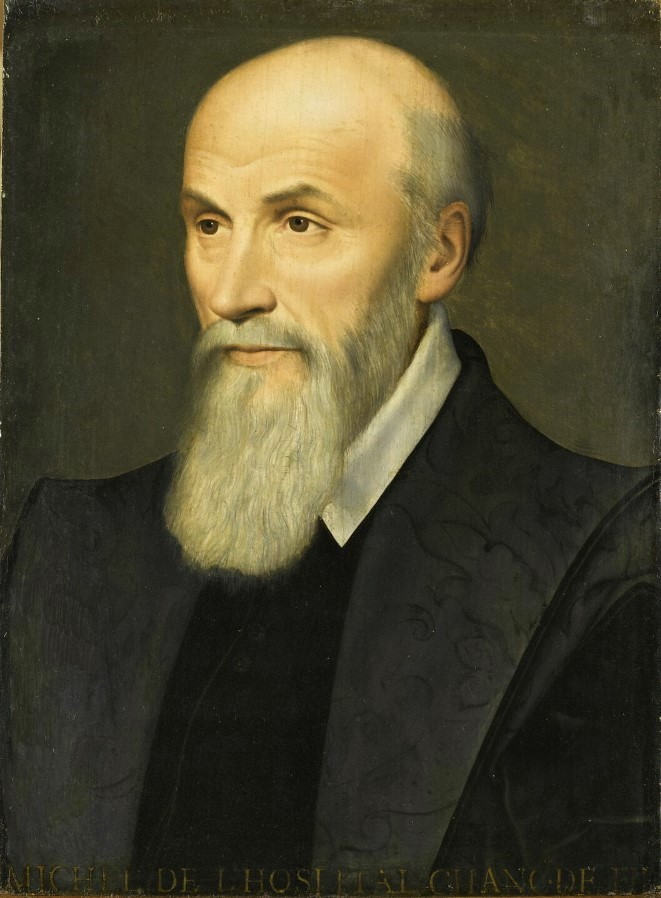
Michel de L'Hospital.

À la mort de François II en décembre 1560, Catherine de Médicis devient régente au nom du tout jeune Charles IX, âgé de 10 ans. Elle écarte les Guise du pouvoir et cherche avec le chancelier Michel de L'Hospital un terrain d'entente entre catholiques et protestants. Le débat religieux donne alors naissance à un intense débat politique. D'un côté, les catholiques veulent faire l'unité religieuse autour du roi au nom du vieil adage unitaire : « Une foi, une loi, un roi », inscrit sur la façade de l'hôtel de ville de Paris. De l'autre, un courant s'efforce de disjoindre les problèmes politiques et les problèmes religieux afin de maintenir, avant tout, la cohésion de l'État ; les tenants de ce courant considèrent qu'en matière de religion, il faut définir les points essentiels sur lesquels s'entendre. Les protestants et les catholiques qui leur sont opposés les désignent sous le terme de moyenneurs pour les premiers et de politiques pour les seconds.
Les États généraux qui se déroulent en décembre 1560 voient deux points de vue s'opposer : ceux qui veulent extirper l'hérésie par la force d'une part, et ceux qui, d'autre part, craignent que la répression ne ruine le royaume. L'ordonnance d'Orléans de 1560 est prise au nom du roi peu après la fin des États généraux. Elle donne à certaines prescriptions religieuses la caution de l'autorité publique. Ainsi, il devient obligatoire de chômer le dimanche, interdit de se moquer de la religion. Au printemps 1561, les tensions montent. Les prédicateurs catholiques enflamment les foules. Les protestants se sentant menacés commencent à s'armer, à fortifier les villes sous leur contrôle et même à y interdire le culte catholique. Le synode de Sainte-Foy (novembre 1561) crée une organisation militaire protestante et désigne les chefs de guerre.
La régente autorise le colloque de Poissy pour essayer de maintenir l'unité religieuse et éviter la guerre. Douze ministres protestants, dont Théodore de Bèze, exposent leur doctrine face à un parterre de clercs catholiques. Mais la confrontation se solde par un échec après l'intervention du général des Jésuites Lainez, qui explique qu'on ne peut discuter des vérités établies par l'Église catholique avec des excommuniés.
L'année 1561 est l'apogée du protestantisme en France : il y a environ deux millions de protestants dans le pays. Fin 1561, il y a plus de six cent soixante-dix Églises réformées dans le royaume. On estime qu'à ce moment, près du dixième de la population du royaume est huguenote. L'animosité devient extrême à la fin de l'année. Le protestantisme français, cessant d'être exclusivement une Église, est devenu un parti.
Le pays est au bord de la crise religieuse. En fonction du clientélisme nobiliaire, les gentilshommes choisissent le parti protestant autour de Condé et des Châtillon ou celui catholique autour des Guise et des Montmorency, chefs de file des catholiques intransigeants. Le 17 janvier 1562, Catherine de Médicis promulgue l'édit de janvier 1562 qui constitue une véritable révolution puisqu'il autorise la liberté de conscience et la liberté de culte pour les protestants, à la condition que ceux-ci restituent tous les lieux de culte dont ils s'étaient emparés et que les offices se déroulent en dehors des villes closes. La tolérance civile instaurée par la reine va produire l'effet contraire à celui recherché. Entre le 28 janvier et le 11 février 1562, un nouveau colloque se réunit, sans résultat. Dans beaucoup d'endroits, les protestants détruisent les chapelles et les églises, plutôt que de les rendre. Ils pratiquent ainsi ce qu'ils appellent le vandalisme pédagogique. En détruisant les images, les croix, ils font remarquer que Dieu reste muet devant ces profanations.

## Les huit guerres de Religion
L'historiographie distingue huit guerres de Religion : 1562-1563, 1567-1568, 1568-1570, 1572-1573, 1574-1576, 1576-1577, 1579-1580, 1585-1598, la dernière se transformant en guerre classique contre le roi d'Espagne qui a soutenu la ligue. En fait, la France connaît 36 années de troubles avec seulement deux périodes d'accalmie relative.

### Première guerre de Religion (1562-1563)

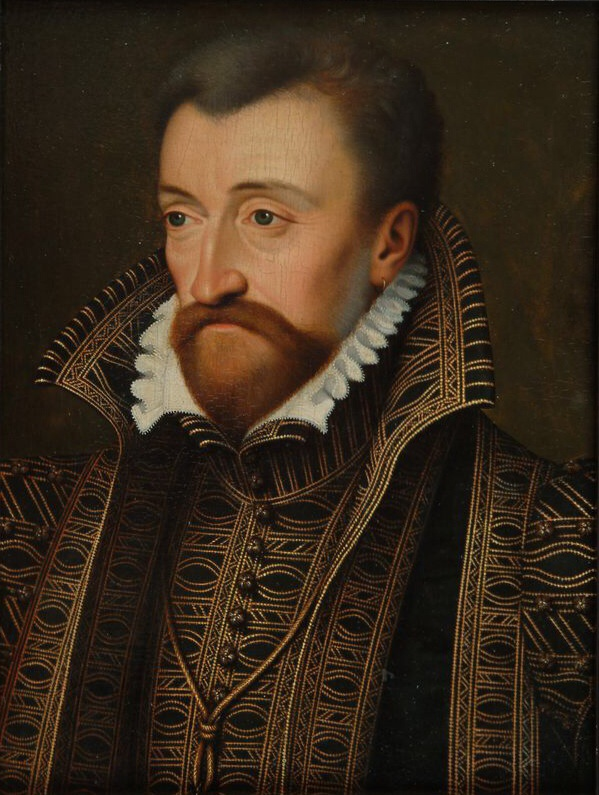
Antoine de Bourbon, roi de Navarre, duc de Vendôme.

La marche à la guerre est déclenchée le 1er mars 1562 par le massacre de Wassy. François de Guise, revenant de Lorraine, se rend compte que les protestants de Wassy, ville close, célèbrent leur culte dans la ville et non en dehors comme le veut l'édit de Janvier. Il charge avec ses troupes et tue 74 protestants, en blesse une centaine parmi les quelque 1 200 regroupés dans une grange. À son retour à Paris, Guise est accueilli en héros et le peuple réclame une croisade contre les huguenots. Le massacre de Wassy déclenche une première « Saint-Barthélemy ». Des protestants sont massacrés à Sens, à Tours, dans le Maine et en Anjou. Les protestants prennent les armes sous la direction du prince Louis de Condé qui occupe Orléans. Ils s'emparent par surprise de plusieurs grandes villes situées sur la Loire. La lutte s'organise pour le contrôle de l'espace urbain. En un mois, les protestants parviennent à s'emparer d'un grand nombre de villes dont de très importantes comme Lyon, Poitiers ou encore Rouen, à l'époque la deuxième ville du pays. Les massacres se multiplient des deux côtés. Le pays s'installe dans la guerre civile.
Prise au dépourvu par la précipitation des événements, Catherine de Médicis tente une ultime démarche pour maintenir la paix entre les deux partis, mais le duc de Guise entreprend un coup de force en surgissant avec ses troupes à Fontainebleau où la famille royale se trouve. Il contraint le jeune roi et sa mère à le suivre à Paris sous le prétexte de les protéger des protestants, les obligeant par ce moyen à prendre le parti des catholiques.

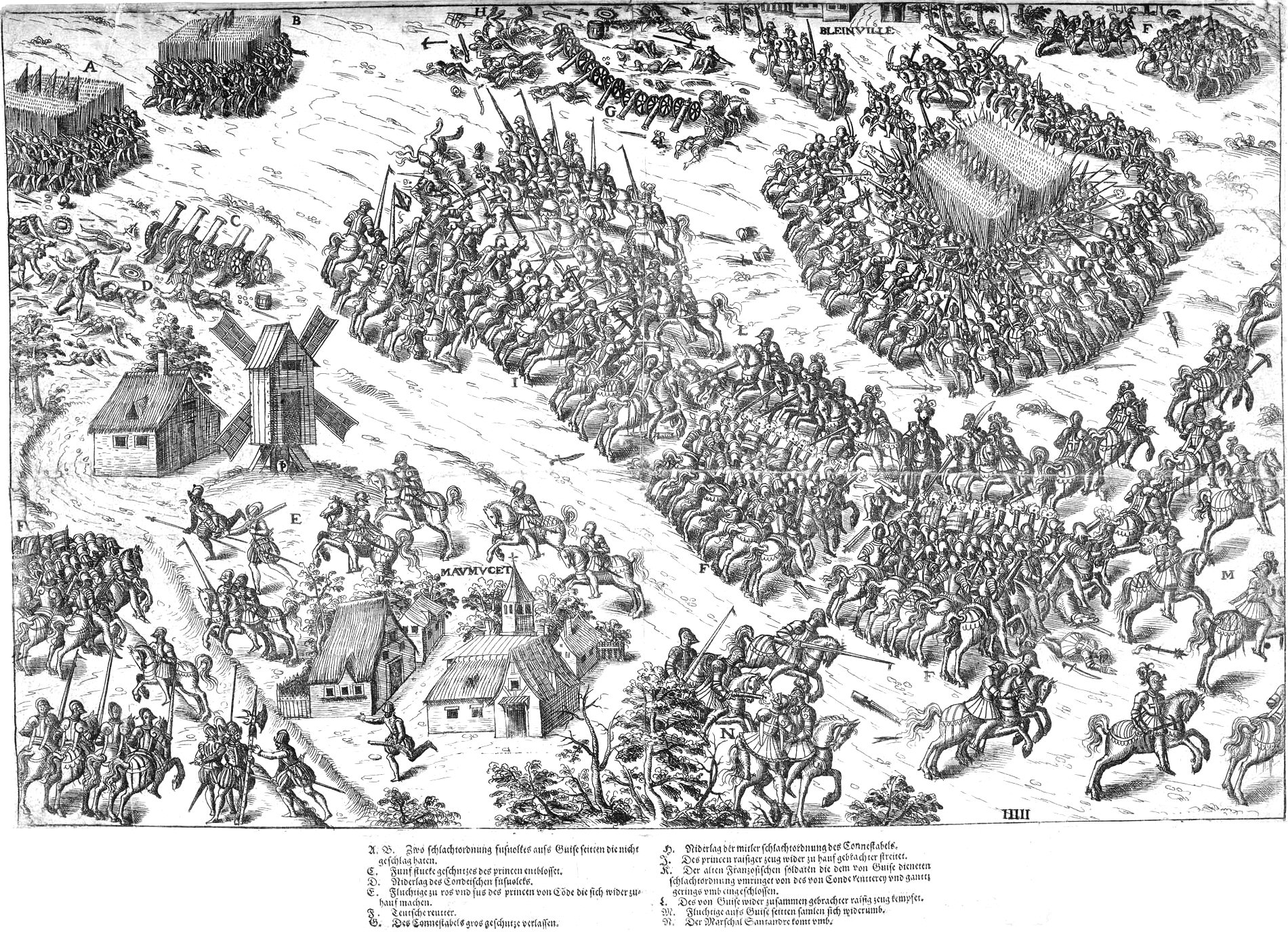
La bataille de Dreux.

Le conflit se répartit sur trois principales zones de combat. La plus importante est celle qui se déploie en Normandie et sur la Loire, où l'armée royale tente de reprendre Orléans qui sert de point de ralliement des protestants. La deuxième zone de combat se situe dans le Sud-Est, en particulier en Languedoc abandonné presque entièrement aux protestants, et la troisième dans le Sud-Ouest où Burie (Charles de Coucis), lieutenant général en Guyenne, aidé de Blaise de Monluc sauve Bordeaux et bat les protestants à la bataille de Vergt. C'est une troupe réduite qui rejoint Condé à Orléans.
L'armée protestante est encadrée par des réseaux nobiliaires expérimentés, mais doit faire appel à des mercenaires allemands. Avec le traité d'Hampton Court, signé en septembre 1562, elle a le soutien financier de la reine d'Angleterre à qui les réformés livrent Le Havre. Les protestants échouent cependant à réunir leurs trois armées (sud-ouest, sud-est, vallée de la Loire). Ils mènent plusieurs assauts sur les faubourgs de Paris, mais doivent se replier faute de pouvoir s'imposer.
Après la prise de Rouen où le roi de Navarre, Antoine de Bourbon, a trouvé la mort, l'armée royale commandée par les triumvirs se porte sur la Loire pour empêcher la jonction de l'armée de Condé avec la ville du Havre qui venait d'être livrée par les protestants aux Anglais. La rencontre a lieu à Dreux, le 19 décembre 1562. Les protestants sont battus et le prince de Condé est capturé, mais le camp catholique souffre également de plusieurs pertes ; le maréchal de Saint-André est tué et le connétable Anne de Montmorency fait prisonnier par les protestants.

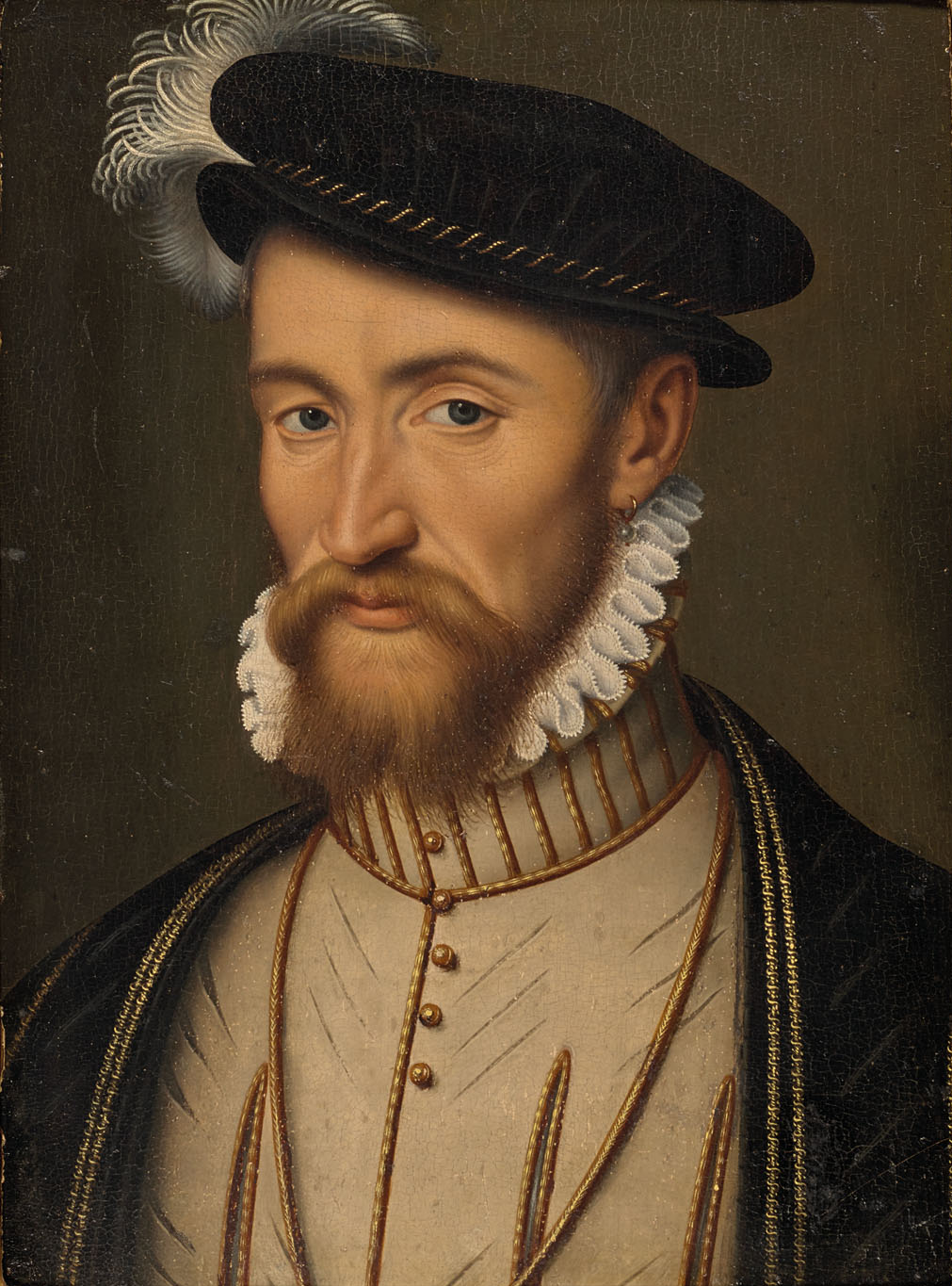
François de Lorraine, duc de Guise.

La mort de François de Guise au siège d'Orléans dans une embuscade à Saint-Mesmin permet à Catherine de Médicis de proposer la paix. Elle lance des négociations avec le prince de Condé qui aboutissent le 19 mars 1563 à la paix d'Amboise. L'édit autorise le culte protestant dans certains lieux réservés (chapelle des châteaux, une ville par bailliage) et rouvre une période de tolérances civile et religieuse. Il précise que personne ne doit être inquiété pour ses opinions religieuses.
Si les villes de Rouen, Orléans et Lyon sont rendues au roi, la guerre y a laissé de lourdes plaies (la première guerre de Religion a été très destructrice). Les églises et les cathédrales prises par les protestants ont été extrêmement endommagées. La fin de la guerre amène beaucoup de catholiques à se venger des protestants et durant l'année 1563, de nombreux procès sont intentés pour condamner les protestants qui ont pillé les églises.
Finalement, la paix imposée par la reine-mère reste précaire. Le parlement de Paris renâcle à enregistrer le nouvel édit de paix qu'il juge trop tolérant. Profitant de la paix, Le Havre est repris aux Anglais par les catholiques et les protestants réconciliés. Catherine de Médicis entame en 1564 un tour de France royal, afin de montrer le jeune Charles IX à son peuple. Partout, il est accueilli triomphalement, et les manifestations de loyauté, aussi bien des catholiques que des protestants, sont générales. Au cours de ce périple, le jeune roi rencontre sa sœur Élisabeth de Valois qui a épousé Philippe II d'Espagne. Elle est accompagnée du duc d'Albe. Tous deux conseillent la fermeté (1565).

### Deuxième guerre de Religion (1567-1568)

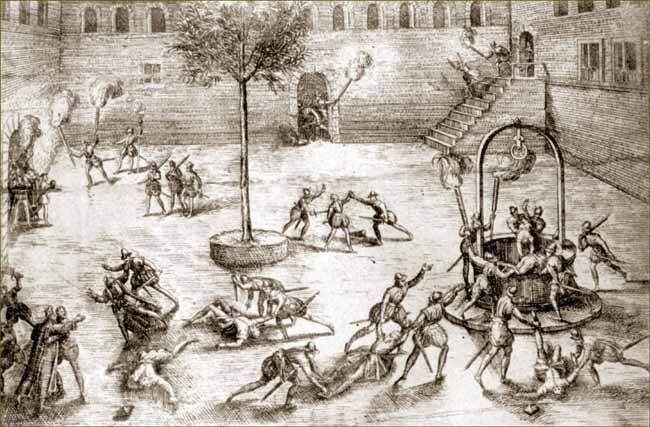
Le massacre de la Michelade.

Après avoir connu la paix pendant quatre ans, le royaume de France est de nouveau la proie des armes. La reprise des hostilités en 1567 s'explique par trois raisons : l'échec de l'édit d'Amboise qui ne laisse la liberté de culte qu’aux nobles, le contexte international orageux et la rivalité de cour entre le prince de Condé et le jeune frère du roi, Henri duc d'Anjou. L'ambitieux Condé prend ombrage de l'ascension politique du jeune prince à peine âgé de seize ans et quitte la cour pour manifester sa contrariété.
En 1567, le roi d'Espagne Philippe II expédie une armée pour punir la révolte iconoclaste des protestants flamands, appelée révolte des Gueux aux Pays-Bas. Les protestants français et flamands ne cessent alors de s'entraider. L'armée espagnole envoyée depuis le Milanais se dirige vers les Pays-Bas en longeant la frontière française. L'approche ennemie ravive les craintes du roi de France qui décide de lever plusieurs bataillons suisses pour prévenir une éventuelle attaque espagnole sur la France. Cette levée suscite l’inquiétude des protestants français restés méfiants depuis l’entrevue de Bayonne, dont l’issue est restée secrète. De nouveaux incidents éclatent en province (massacre de la Michelade, le 29 septembre 1567 à Nîmes).

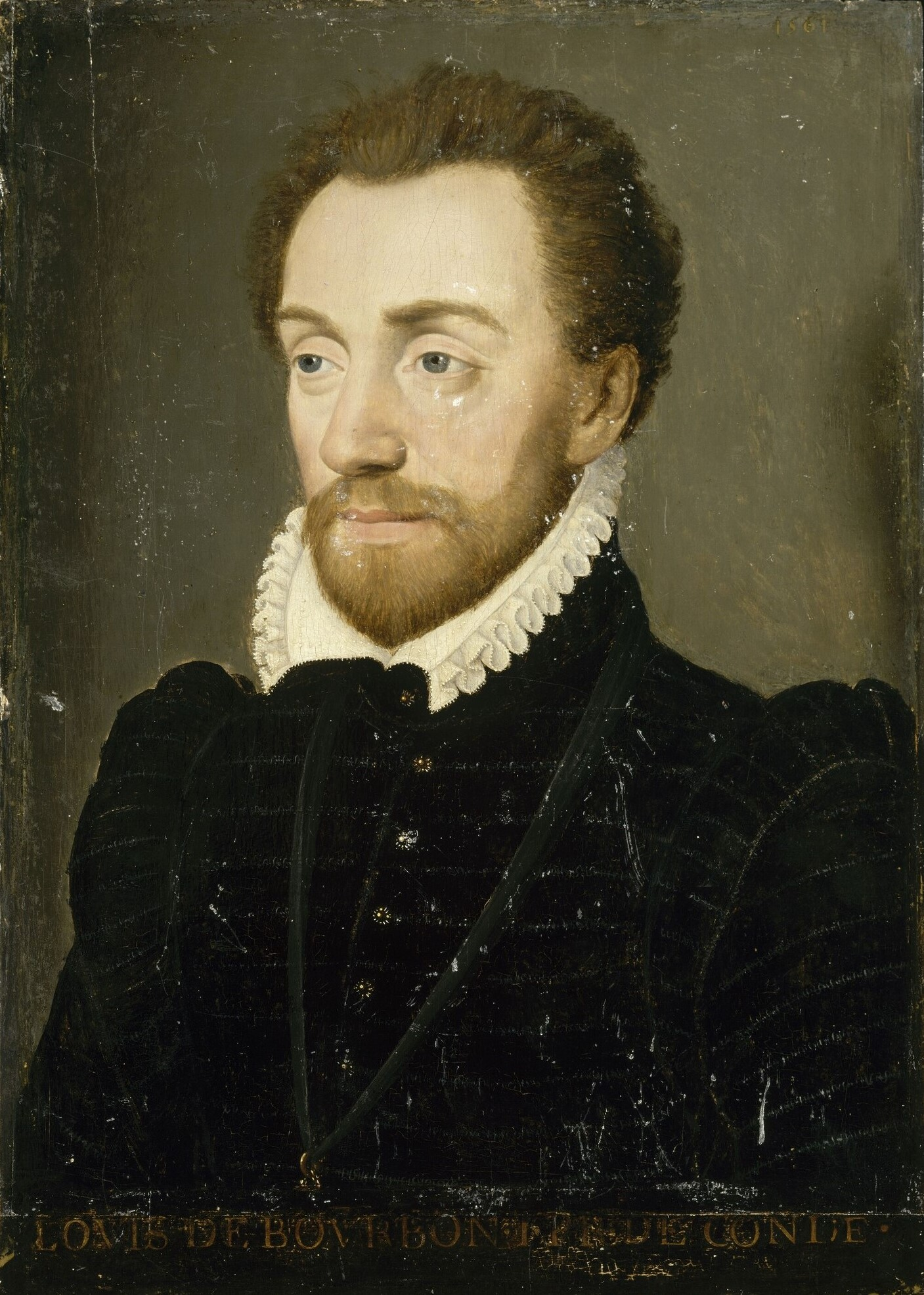
Louis de Bourbon, prince de Condé.

La deuxième guerre éclate précisément le 28 septembre 1567 lorsque le prince de Condé tente de s'emparer de la famille royale par la force (surprise de Meaux) pour « le libérer des influences étrangères néfastes ». L'échec du complot fait craindre aux protestants des représailles. Ils s'emparent du pouvoir dans les villes où ils sont puissants. Catherine de Médicis abandonne sa politique de tolérance. Michel de l'Hospital est disgracié. Les villes protestantes du Midi se soulèvent à nouveau et les deux armées reprennent les affrontements.
À la tête de l'armée protestante, Condé s'établit à Saint-Denis, en vue d'affamer Paris. Mais le 10 novembre il est repoussé lors de la bataille de Saint-Denis quoique indécise, notamment à cause de la mort du connétable de Montmorency.
Le reste de la campagne se déroule dans le Sud-Est de la région parisienne, entre Loire et Meuse dans un face à face sans affrontement. De novembre 1567 à février 1568, le duc d’Anjou s’efforce de poursuivre l’armée protestante. Mais Condé et Coligny refusent de livrer bataille avant leur jonction avec les reîtres allemands du prince palatin Jean-Casimir. Ils quittent les bords de la Seine pour la Lorraine où doit s’opérer la jonction. De son côté, l’armée royale attend les troupes allemandes du duc de Saxe et les troupes italiennes du Piémont. Mis à part quelques escarmouches, rien ne se passe.
Les protestants descendent en Bourgogne, traversent la Loire à La Charité, remontent vers Paris et prennent Blois et Chartres.
Le manque de moyens financiers, de part et d’autre, conduit à la signature d'une trêve, dite la paix de Longjumeau le 23 mars 1568 qui remet en place les clauses de l'édit d'Amboise.

### Troisième guerre de Religion (1568-1570)

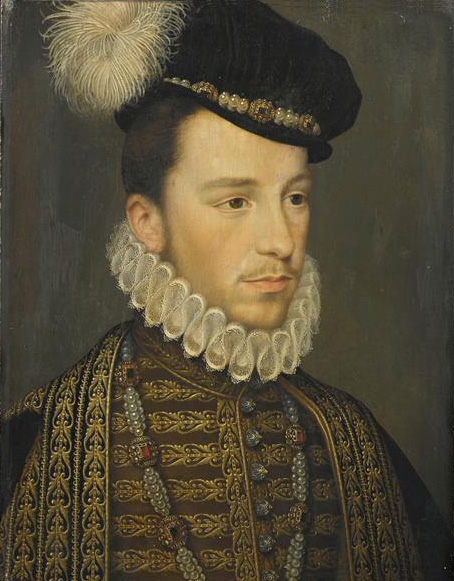
Henri de France, duc d'Anjou.

La paix de Longjumeau est fragile car le pouvoir royal ne fait plus confiance au prince de Condé, et l’idée d’une coordination internationale des catholiques pour la répression du protestantisme s’accrédite par exemple avec l’exécution de François de Cocqueville. La paix de Longjumeau permet surtout aux belligérants d'organiser leurs armées. Quelques mois après la signature de la paix, la guerre reprend. Les catholiques tentent de capturer par surprise le prince de Condé, au château de Noyers, près de Sens en Bourgogne, et l’amiral de Coligny, au château de Tanlay, dans l'Yonne également, le 29 juillet 1568.
Le projet échoue et les chefs protestants se rassemblent avec leurs armées à La Rochelle où Coligny et Condé ont trouvé refuge ainsi que Jeanne d'Albret, son fils Henri de Navarre et Andelot. Les protestants craignent d'être exterminés. Le 12 septembre 1568, une bulle de Pie V ordonnant la croisade contre les hérétiques est enregistrée au Parlement de Toulouse. Elle ne fait que confirmer les craintes des protestants.
L’ensemble de la campagne se déroule dans l’Ouest de la France, au Sud de la Loire. L’objectif de l’armée royale est de s’emparer des villes protestantes situées entre la Charente et la Dordogne. Les protestants retranchés dans La Rochelle et dans la ville de Sancerre, leurs places fortes à très forte majorité protestante, attendent le soutien militaire du prince d’Orange et du duc de Deux-Pont dont l’armée est financée par la reine d’Angleterre. Guillaume de Nassau est battu et doit rebrousser chemin. De son côté, l’armée royale commandée par le duc d’Anjou attend les soutiens de l’Espagne et du pape.
Après une campagne hivernale sans gros accrochages, marquée par les désertions, le duc d’Anjou remporte le 13 mars 1569 à Jarnac une victoire, où le prince de Condé trouve la mort. Coligny qui lui succède à la tête des calvinistes, nomme Henri de Navarre qui a alors 17 ans et Henri de Condé chefs de l’armée huguenote, mais demeure en réalité le seul chef véritable. Côté catholique, Anjou ne parvient pas à exploiter sa victoire, faute d’artillerie suffisante et ne réussit pas à prendre Cognac. Il n’a pas non plus de troupes suffisantes pour fournir en garnison les villes prises aux protestants.

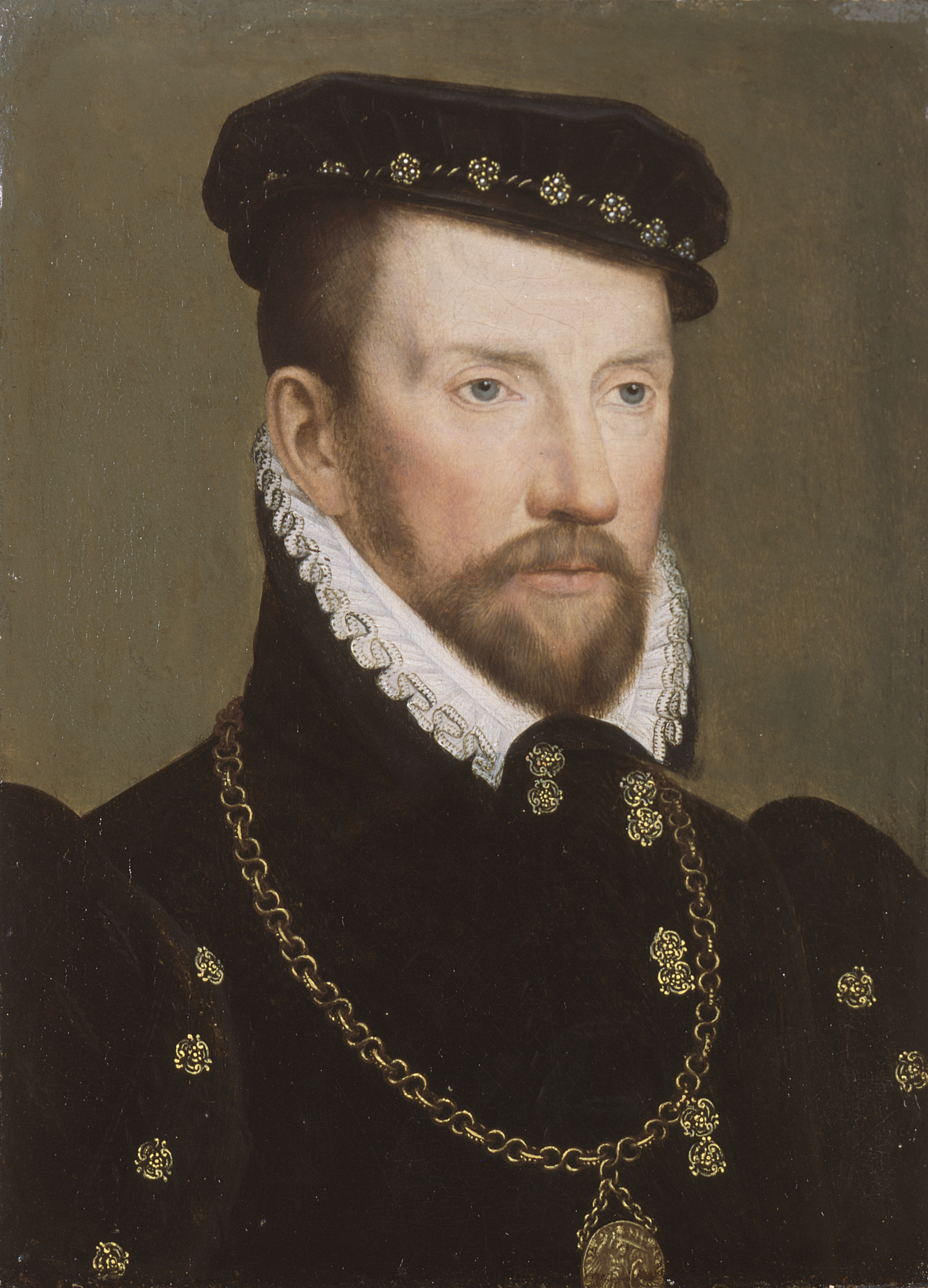
L'amiral Gaspard de Coligny.

Le roi se rend au camp d’Orléans tandis que Catherine de Médicis descend jusqu’au camp du duc d’Anjou. Le 25 juin 1569, Coligny bat les catholiques à La Roche-l'Abeille où Strozzi, colonel général de l’infanterie royale, est fait prisonnier. Il met ensuite le siège devant Poitiers où le duc de Guise s'est enfermé en hâte. Mais l'amiral de Coligny est battu le 3 octobre par le duc d’Anjou à la bataille de Moncontour, au nord-ouest de Poitiers, à la suite de la trahison des mercenaires allemands. Six à dix mille protestants sont tués ou faits prisonniers, mais les catholiques achèvent les prisonniers, en représailles de la bataille de La Roche-l'Abeille. C'est une très lourde défaite des protestants.
Les opérations militaires tournent à l’avantage de l’armée royale qui reprend une à une les villes protestantes du Poitou. Après Châtellerault, Niort et Lusignan, Anjou installe le siège devant Saint-Jean-d'Angély où le 24 octobre, le roi et la reine mère viennent le rejoindre. La Rochelle est bloquée par mer, mais l’hiver s’installe et l’argent manque dans chaque camp. Les négociations reprennent et aboutissent à une trêve des armes par la capitulation de Saint-Jean-d’Angély, le 3 décembre 1569.
Pendant les négociations, Coligny qui a réuni les lambeaux de l'armée, continue sa retraite par le Midi. Il passe en Languedoc et remonte ensuite le long de la vallée du Rhône. À la grande surprise des catholiques, il remporte sur Cossé la bataille d'Arnay-le-Duc le 27 juin 1570. Il s'établit ensuite à la Charité-sur-Loire, bloquant la route du Midi aux catholiques. Cet évènement précipite la signature d'une nouvelle trêve, l'édit de Saint-Germain, le 8 août 1570. Pour ce faire, Charles IX accorde aux protestants une liberté limitée de pratiquer leur culte dans les lieux où ils le pratiquaient auparavant ainsi que dans les faubourgs de 24 villes (deux par gouvernement). Ce traité garantit quatre places de sûreté aux protestants : La Rochelle, Cognac, Montauban et La Charité.

### Quatrième guerre de Religion (1572-1573)

Charles IX (roi de France).

Pendant les festivités qui suivent le mariage de Marguerite de Valois avec le roi de Navarre Henri de Bourbon, l'amiral de Coligny est victime d'une tentative d'assassinat. Les protestants venus en grand nombre à Paris pour le mariage réclament vengeance. Aujourd'hui encore, les historiens n'ont pas obtenu de sources assez plausibles pour déterminer les raisons du massacre. L'hypothèse la plus remarquée reste celle-ci : des tensions se font sentir dans la capitale et de peur de recevoir des représailles violentes de la part des chefs huguenots (vis-à-vis de la situation de l'amiral de Coligny), les chefs catholiques, dont le duc de Guise, décident de supprimer purement les chefs protestants. C'est ainsi que commence le massacre de la Saint-Barthélemy, à Paris, dans la nuit du 23 au 24 août 1572. La tuerie dégénère en massacre populaire les jours suivants et fait quelque trois mille morts à Paris. Les gardes suisses, les gardes du roi, les milices bourgeoises contribuent au massacre. La tuerie s’étend à plusieurs villes en dépit de l'ordre royal d'arrêter l'effusion de sang, entre autres à Meaux (25 août), Orléans (26 août), Lyon (31 août)… Le culte protestant est interdit et les Réformés encouragés, voire forcés, à se convertir. Le conflit est relancé.
L'essentiel de la guerre se déroule autour de deux villes protestantes : La Rochelle et Sancerre assiégées par les troupes royales. L'échec du siège de la Rochelle par l'armée royale et le manque de moyens du Trésor royal mettent un terme rapide aux opérations. Par l’édit de Boulogne appelé aussi Paix de la Rochelle (11 juillet 1573) Charles IX remet en vigueur les clauses d'Amboise et enlève aux protestants Cognac et La Rochelle. Mais les protestants du Sud de la France le rejettent et restent en armes.
Le massacre de la Saint-Barthélemy a creusé un fossé entre le pouvoir royal et les protestants. Le parti protestant qui n'a plus foi dans le roi s'organise encore plus fortement que par le passé. Le pouvoir monarchique absolu commence à être remis en cause par la constitution de l’Union des protestants du Midi, véritable gouvernement parallèle, qui lève des impôts (sur les catholiques et les protestants), possède ses états (élus par les fidèles), établit un programme de négociation avec le roi et possède sa propre organisation militaire. Il y a donc en France une sorte de république protestante avec comme capitales Nîmes et Montauban et un grand port, celui de La Rochelle. En 1574, les protestants se choisissent un gouverneur général et protecteur des Églises réformées en la personne du prince de Condé.

### Cinquième guerre de Religion (1574-1576)

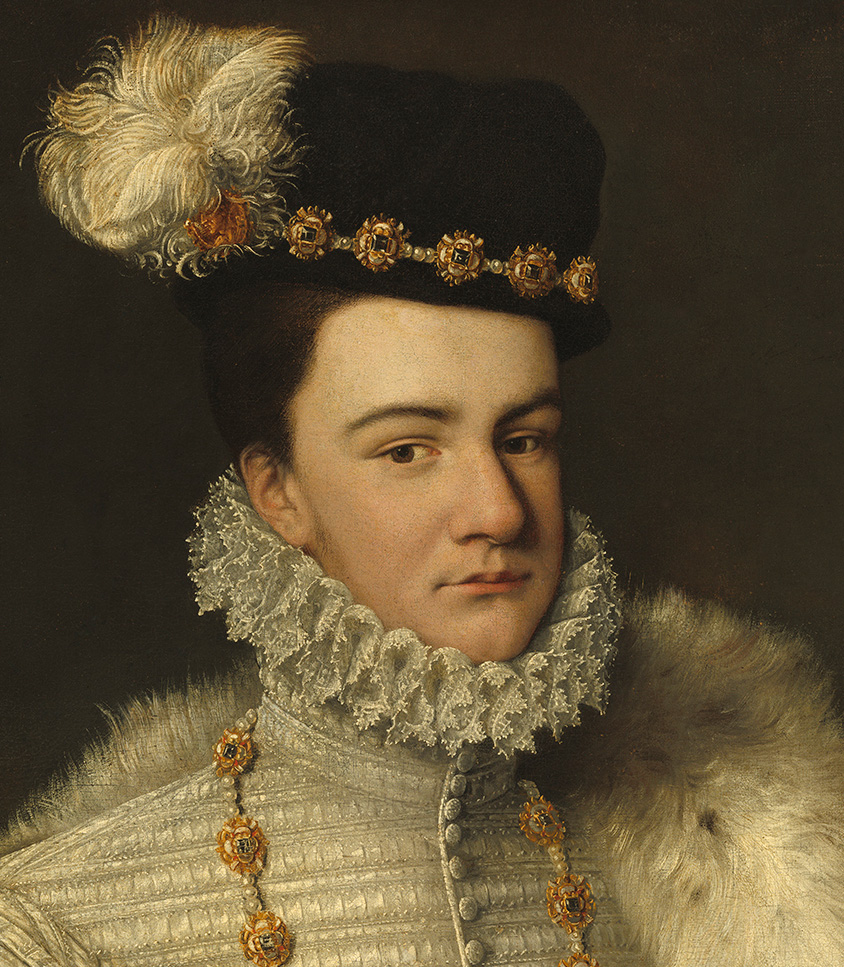
François d’Alençon.

Cette guerre, également appelée guerre des Malcontents (ou des Mécontents), s'ouvre par le complot des Malcontents au printemps 1574. Depuis le renforcement du pouvoir royal et la faveur accordée par le roi aux radicaux du parti catholique, un mouvement de fronde naît au sein même de la cour et de la famille royale. L'opposition est menée par François d’Alençon, le propre frère du roi contre le gouvernement de Catherine de Médicis et les partisans de Henri d'Anjou alors roi de Pologne. Il a le soutien du clan des Montmorency, des monarchomaques et de tous les déçus de la monarchie.
Les monarchomaques sont ceux qui contestent l'autorité royale. Ils lui opposent l'autorité du peuple qui, réuni en assemblée, est capable de faire la loi et de choisir le roi par élection. Ils pensent même que la révolte est légitime si le roi ne gouverne pas pour le bien de tous et ne respecte pas les libertés et franchises du peuple. Ces théories qui ont d'abord circulé en Allemagne et en Angleterre sont propagées en France par les protestants François Hotman (Franco-Gallia), Théodore de Bèze (Du droit des magistrats sur leurs sujets), Languet et La Boétie.
La conjuration des Malcontents s'accompagne d'une prise d'armes des protestants. Ils s'emparent de places en se déguisant de costumes carnavalesques. C'est la surprise du Mardi-gras. Réfugié en Angleterre depuis la Saint-Barthélemy, le comte de Montgommery, chef huguenot échappé du massacre, lance une offensive sur la Normandie.
Gravement malade, Charles IX croit pouvoir maîtriser la situation en réprimant la fronde sévèrement. Le 30 avril, les conjurés La Môle et Conconat sont exécutés. Le 4 mai, le duc de Montmorency et le maréchal de Cossé sont embastillés. Devant la fermeté du roi, les Malcontents Condé, Thoré et Turenne prennent le parti de fuir en dehors de Paris ou à l'étranger et le gouverneur du Languedoc, Damville de s'allier avec les protestants.

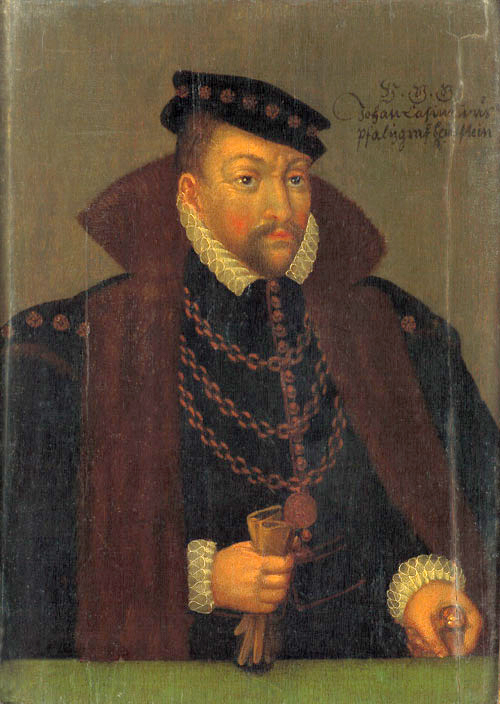
Jean-Casimir du Palatinat.

Le 30 mai 1574, Charles IX meurt sans héritier. Son frère, le roi de Pologne devient roi de France sous le nom d'Henri III. En attendant son retour, sa mère Catherine de Médicis assure la régence. Elle poursuit la lutte et tente de reprendre la situation en main. Le 26 juin 1574, Montgommery qui a été fait prisonnier par le gouverneur de Normandie Matignon, est exécuté. En rentrant de Pologne, Henri III tente en vain de reconquérir les provinces du Sud.
Le conflit rebondit en faveur des révoltés quand, un an plus tard, François d’Alençon s'enfuit de la cour et prend la tête d'une armée de Malcontents. Il a le soutien de Damville en Languedoc et du parti protestant. Revenu à sa foi originelle, le prince de Condé fait entrer dans le royaume les reîtres qu'il a recrutés dans le Palatinat. Malgré la victoire du duc de Guise, qui dirige les troupes royales le 10 octobre 1575, à Dormans, la situation reste largement favorable aux révoltés. En décembre 1575, Jean-Casimir, fils du comte palatin, pénètre avec 25 000 hommes dans l'Est du royaume qu'il dévaste. En 1576, la fuite du roi de Navarre assigné à la cour depuis quatre ans, l'encerclement de Paris par les troupes coalisées et leur supériorité numérique contraignent Henri III à s'incliner. La paix est signée à Étigny.
Le 6 mai 1576, le roi accorde l'édit de Beaulieu qui répond favorablement aux revendications des Malcontents. Il accorde aux protestants la liberté de culte et des places de sûreté (garanties militaires). Il crée dans les parlements des chambres mi-parties où les protestants et les catholiques sont représentés à parts égales. Le roi indemnise également toutes les victimes de la Saint-Barthélemy. Les dispositions nouvelles de cet édit sont à la base de l'édit de Nantes de 1598. Par ailleurs, le roi s'engage à convoquer les États généraux. Le frère du roi reçoit le duché d'Anjou en apanage et le prince allemand Jean Casimir repart avec une indemnité colossale, retenant quelque temps en otage le surintendant des finances du roi, Pomponne de Bellièvre.

### Sixième guerre de Religion (mai 1577-septembre 1577)
Les catholiques trouvent que les dispositions de la paix de Beaulieu sont excessives. Ils constituent des ligues locales unies entre elles par un serment et se préparent à la guerre. Les ligues sont importantes en Bretagne et dans la moitié nord du pays. Le roi apparaît de plus en plus isolé, entre les catholiques, les protestants et le groupe des « politiques » qui s'est constitué autour de la pensée de Jean Bodin et qui soutient une théorie de la souveraineté « qui fonde en droit l'autonomie de l'État par rapport au problème confessionnel, et rend légitime la liberté de conscience et de culte ». La réunion des États généraux à Blois n'apporte aucune amélioration à la situation et la guerre recommence en mai 1577. Les Politiques, soucieux de l'unité du royaume, rejoignent l'armée royale. Leur chef, François d'Alençon, dirige les opérations. Après de rapides sièges, il prend les villes de la Charité sur Loire, en mai, puis celle d'Issoire, en juin. Le duc de Mayenne (ligue) opère en Poitou. Damville obéit aux ordres du roi et assiège Montpellier. Encore une fois, aucun parti n'est en mesure de l'emporter. La paix de Bergerac, concrétisée avec l'édit de Poitiers, met un terme provisoire au conflit. Elle restreint les conditions du culte protestant, limité à une seule ville par bailliage et seulement dans les faubourgs.

### Septième guerre de Religion (1579-1580)
Catherine de Médicis entreprend un nouveau voyage dans tout le royaume. Elle rencontre les différents partis, les gouverneurs des provinces, les Grands. Son objectif est d'établir une paix définitive. Le 28 février 1579, elle signe au nom du roi le traité de Nérac, qui donne aux protestants quinze places de sûreté pour six mois. Six mois plus tard, les protestants refusent de rendre les places.
Henri de Navarre prend Cahors. La paix du Fleix (près de Bergerac) accorde le maintien de quinze places de sûreté pour six ans aux protestants. Cette guerre est aussi appelée guerre des Amoureux en raison des intrigues de galanterie qui y donnèrent lieu. En effet, le protestant Henri de Navarre et sa femme Marguerite de Valois (la reine Margot) menèrent joyeuse vie à Nérac au milieu d'une cour composée de jeunes seigneurs frivoles, et que leurs continuelles galanteries avaient fait surnommer les Amoureux.
Durant les guerres, l'autorité royale n'a cessé de se réduire face aux gouverneurs des provinces. Côté protestant, Henri, roi de Navarre, seigneur en Rouergue et en Quercy est en plus gouverneur de Guyenne. Condé est gouverneur de Picardie. Côté catholique, le parti des Guise contrôle les gouvernements de la Bretagne, de la Bourgogne, de la Champagne, la Normandie. Dans certaines régions, les deux partis se partagent le pouvoir comme en Provence.

### Huitième guerre de Religion (1585-1598)

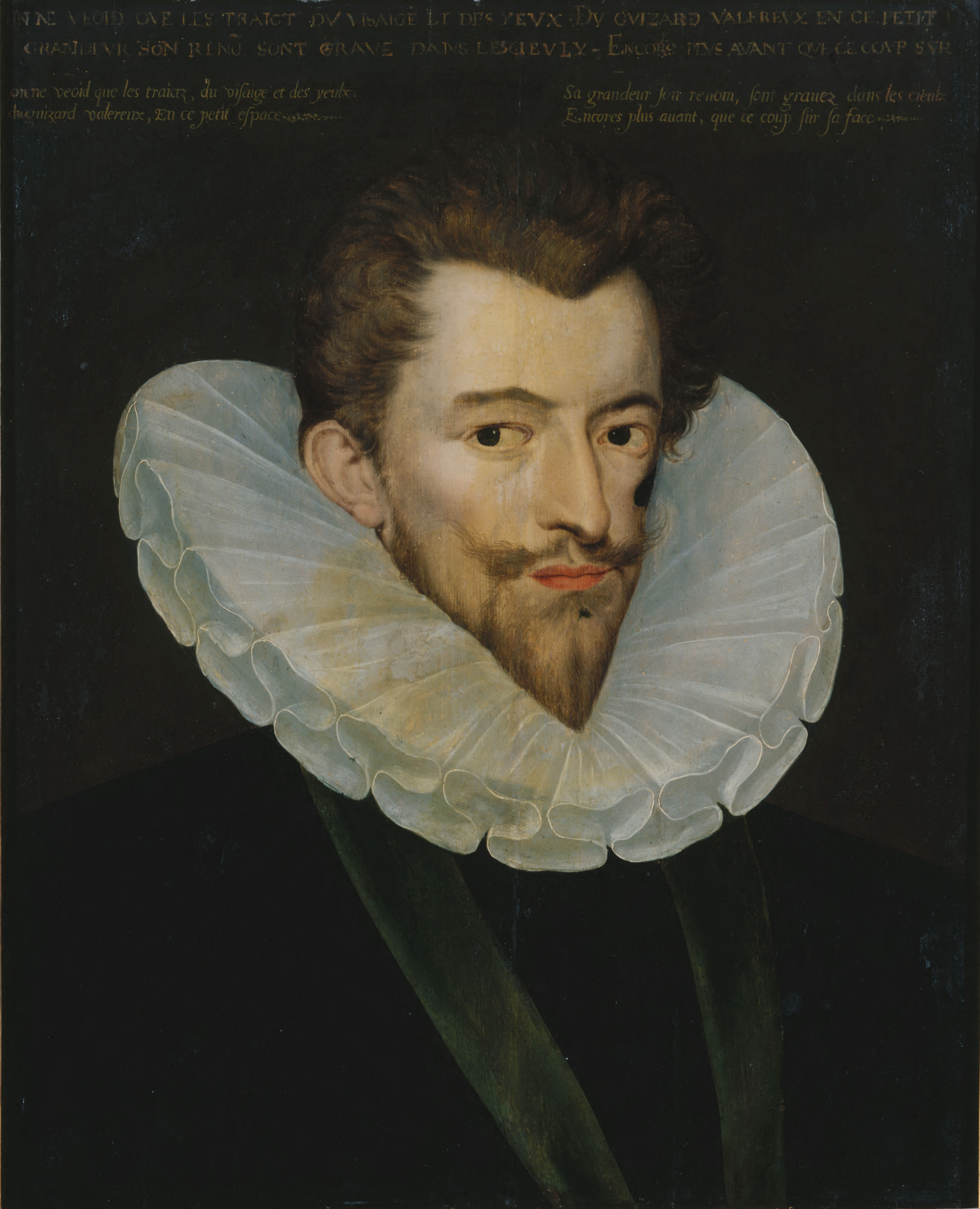
Henri, duc de Guise, 1588.

#### La fin du règne d'HenriIII
Le 10 juin 1584, le duc d'Anjou, François d'Alençon, frère cadet du roi et héritier présomptif du trône meurt sans descendance. Henri III n'a pas lui-même d'enfant et il est douteux qu'il en ait un jour. La maison de Valois est menacée de disparaître. Depuis l'extinction des Capétiens directs, la règle de succession en vigueur en France est celle de la primogéniture mâle qui exclut les filles et leurs descendants de toute prétention au trône.
Le successeur légitime devient le chef du parti protestant, le roi de Navarre. Le parti catholique ne veut en aucun cas d'un souverain protestant qui risquerait d'imposer sa religion à tout le royaume. Le 17 janvier 1585, les Guise signent alors avec les Espagnols le traité de Joinville : il est convenu que le successeur d'Henri III serait le cardinal Charles de Bourbon, oncle du futur Henri IV. Philippe II s'engage à verser 50 000 écus par mois pour payer les soldats de la Ligue. Au printemps 1585, la Ligue revigorée prend le contrôle de nombreuses villes. Tentant de contrôler la Ligue, Henri III s'en déclare le chef le 7 juillet 1585. Pour donner des gages à la Ligue, il publie l'édit de Nemours le 18 juillet 1585 qui interdit le culte protestant et déchoit Henri de Navarre et Condé de leurs droits. Il reçoit l'appui de Sixte V qui lui rappelle que le roi de Navarre est hérétique et relaps.
La guerre recommence. Condé affronte Mercœur près de La Rochelle et le roi de Navarre affronte Aumale en Guyenne. Guise est à l'est pour empêcher les troupes venues d'Allemagne d'intervenir. Le roi supervise le tout. Les diverses batailles ne sont pas décisives. Henri de Navarre inflige cependant de lourdes pertes aux royaux dirigés par Joyeuse lors de la bataille de Coutras le 22 octobre 1587.
Guise bat les reîtres protestants allemands durant la bataille de Vimory (près de Montargis) le 26 octobre 1587, puis à la bataille d'Auneau le 24 novembre 1587.
Grisé par sa victoire, Guise se fait acclamer par le peuple de Paris et humilie le roi, qui doit abandonner la capitale aux ligueurs après la journée des Barricades du 12 mai 1588. La ville se déclare alors en faveur de la Ligue et se dote d'institutions nouvelles. Le roi profite de la réunion des États généraux à Blois pour faire assassiner les chefs de la Ligue, le duc de Guise et son frère le cardinal Louis de Lorraine les 23 et 24 décembre 1588. Après ces deux meurtres, Henri III s'écrie : « À présent, je suis roi ! ».
À la nouvelle de l'assassinat des chefs de la Ligue, la Ligue rompt tout contact avec le roi déclaré tyran et traître à la cause catholique. Le duc Charles de Mayenne, frère des deux victimes et nouveau chef de la Ligue, prend alors le contrôle de Paris. En février 1589, s'installe à Paris un conseil général d'Union auquel se rallient plusieurs gouverneurs. Les docteurs de la faculté de théologie de Paris déclarent les sujets français déliés de leur serment de fidélité. Henri III n'a plus d'autre solution pour sauver son trône que de s'allier aux protestants. Il se réconcilie avec le roi de Navarre : la rencontre a lieu au château du Plessis, près de Tours, le 30 avril. Ils unissent leurs forces pour assiéger Paris. Henri III est assassiné à Saint-Cloud le 1er août 1589 par le dominicain Jacques Clément, faisant ainsi de Henri de Navarre, chef des protestants, le nouveau roi de France. Les Politiques, catholiques comme protestants, reconnaissent la légitimité du nouveau roi. De plus, dès le 4 août, Henri IV, influencé en ce sens par Michel de Montaigne, proclame son intention de se faire instruire dans la religion catholique. Les protestants intransigeants quittent alors le nouveau roi. Ils craignent son éventuelle conversion qui pourrait, selon eux, déboucher sur de nouvelles persécutions des protestants. Les parlements sont divisés entre ligueurs et royalistes.

#### HenriIV, à la conquête du pouvoir

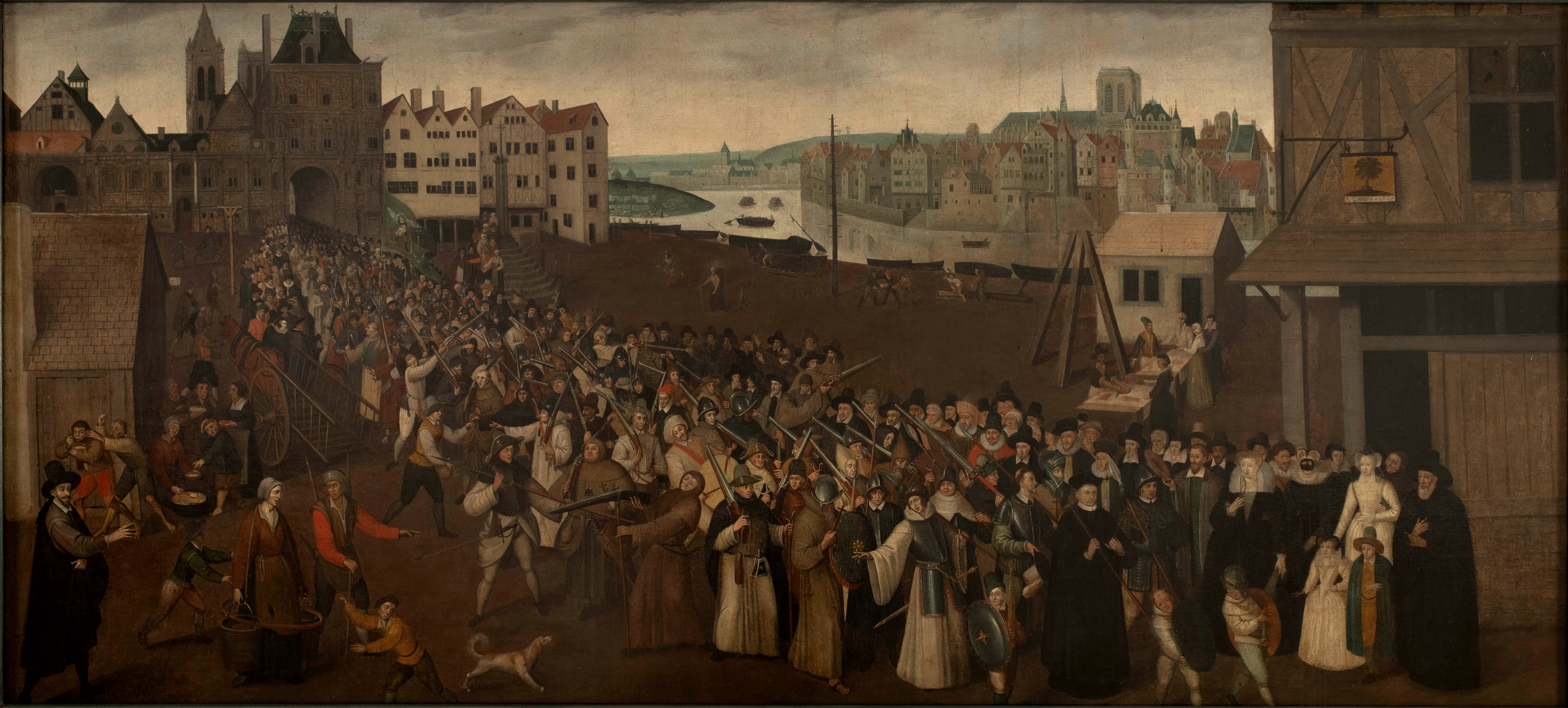
Une procession de la Ligue pendant le siège de Paris (1590),
musée Carnavalet, Paris.

La Ligue, qui tient toute la France du Nord et peut compter sur le soutien de Philippe II d'Espagne, refuse de reconnaître un roi protestant. Dès le mois d'août 1589, les ligueurs parisiens proclament le cardinal de Bourbon comme nouveau roi de France. Mais celui-ci meurt en mai 1590, laissant un vide politique parmi les ligueurs. Des soldats espagnols s'installent alors en Bretagne et en Languedoc. Philippe II donne l'ordre par deux fois, aux troupes d'Alexandre Farnèse stationnées aux Pays-Bas de se rendre en France. Le duc de Savoie intervient en Provence et en Dauphiné. Du côté des protestants, Élisabeth Ire envoie de l'argent et les princes allemands, des troupes.

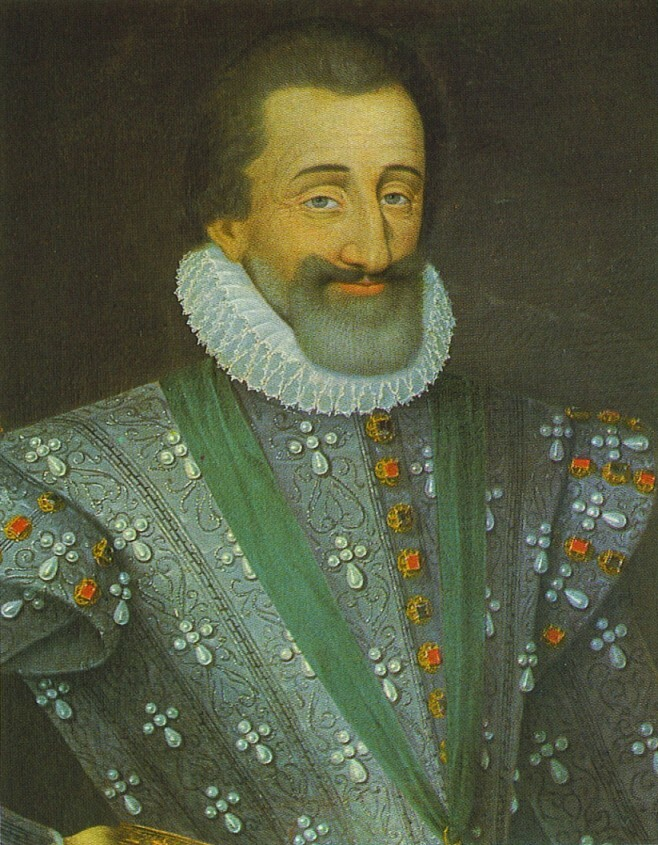
Henri IV, portrait des années 1590.

En 1589 et 1590, Henri IV multiplie les opérations près de Paris et en Normandie. Après la victoire d'Arques, il vient mettre le siège devant Paris. Après la brillante victoire d'Ivry, où naît l'histoire du panache blanc, il tente un troisième siège sur Paris. Au bout de plusieurs semaines de siège, Henri IV est contraint de lever le camp, à cause d'une armée espagnole envoyée par Alexandre Farnèse pour débloquer Paris. Dans la nuit du 20 au 21 janvier 1591, il tente à nouveau d'investir Paris par la ruse en envoyant ses hommes de troupe déguisés en marchands de farine. Cette tentative se solde par un nouvel échec et gardera le nom de Journée des Farines.
Il assiège Rouen, envoie une armée tenir ouverte la route vers les Pays-Bas protestants et une autre empêcher le duc de Mercœur de déboucher de Bretagne. Sur le front sud, le duc de Montmorency parvient à battre la famille de Joyeuse à laquelle les Montmorency disputent le Languedoc, et menace désormais la ville de Toulouse d'appartenance ligueuse.
En 1593, les États généraux de la Ligue se réunissent à Paris. Ils demandent un souverain catholique. Ils refusent cependant de donner la couronne de France à l'infante Isabelle, la fille de Philippe II d'Espagne et d'Élisabeth de Valois. Le duc de Savoie, le duc de Lorraine, un Guise sont aussi sur les rangs ainsi que deux Bourbons catholiques. Henri IV comprend de son côté qu'il ne sera jamais accepté s'il reste protestant. Des conférences de négociation ont lieu à ce sujet à Suresnes entre fin avril et fin mai 1593. Il annonce sa conversion au catholicisme et abjure à la cathédrale de Saint-Denis le 25 juillet 1593. Cette conversion lui ouvre les portes de Paris en 1594. Il est sacré à Chartres le 27 février 1594. Le 7 décembre 1595, le pape reconnaît la légitimité de la succession. Les ralliements au roi légitime s'accélèrent.
Durablement installé dans sa capitale, Henri IV peut songer à finir la reconquête de son royaume. Il déclare officiellement la guerre à l'Espagne et entame une campagne en Bourgogne dont le tournant est la mise en déroute des dernières forces armées de la Ligue, le 5 juin 1595, à la bataille de Fontaine-Française. Mayenne vaincu, la Ligue nobiliaire cesse peu à peu d'exister. En 1596, le jeune duc de Guise qui s'est rallié au roi assiège la ville de Marseille. Henri IV peut faire son entrée royale dans la ville de Lyon qui contrairement à Paris, l'accueille avec beaucoup de pompe. Si Mayenne et le cardinal de Joyeuse font leur soumission au roi, il n'en va pas de même du gouverneur de Bretagne, le duc de Mercœur qui maintient la coupe ligueuse sur la Bretagne où Philippe II fait débarquer une troupe espagnole.
L'est reconquis, Henri IV songe à protéger sa frontière nord attaquée par les Espagnols. Les affrontements à Laon rétablissent la situation en sa faveur, mais la prise inattendue de la ville d'Amiens par les Espagnols remet tout en question. Délaissé par les protestants qui s'estiment lésés par le roi, Henri IV tente tant bien que mal de reprendre Amiens où il déploie des moyens militaires considérables. Une armée de secours espagnole vient assiéger l'armée assiégeante, mais au bout de multiples sacrifices, la ville est reprise.

#### La pacification: l'édit de Nantes
Après la victoire d'Amiens, Henri IV, décidé à obtenir la reddition du duc de Mercœur, qui réside à Nantes, s'installe à Angers où est préparé le prochain édit de pacification. Conscient de la défaite de la Ligue, Mercœur vient à Angers faire sa soumission (20 mars 1598), moyennant l'amnistie et quelques compensations (mariage de sa fille avec César de Vendôme). Les royalistes prennent le contrôle de Nantes.
Peu après, en avril, Henri y promulgue l'édit de tolérance dit « édit de Nantes », qui s'inspire de ses nombreux prédécesseurs au cours des guerres de Religion. Mais cette fois, l'application en est garantie par un pouvoir fort et légitimé parmi les élites en raison des guerres incessantes qui ravagent le pays.
Les réformés, qui sont plus d'un million en France, obtiennent la liberté de conscience, une liberté de culte limitée et l'égalité civile avec les catholiques. Ils doivent payer la dîme à l'Église catholique, mais le roi finance la formation des pasteurs et les synodes. Des garanties judiciaires leur sont données par la constitution de « tribunaux mi-parties » dans quatre villes. Enfin, pour se garantir en cas de nécessité, ils obtiennent 144 « places de sûreté » pour huit ans, clôturant le soulèvement du Midi protestant qui verra la destruction de 38 places fortes[pas clair].
La Ligue ayant été vaincue, Philippe II renonce rapidement à poursuivre la guerre franco-espagnole : la paix est conclue à Vervins le 2 mai 1598. Philippe II meurt quelques mois plus tard (13 septembre).

## La question protestante après 1598

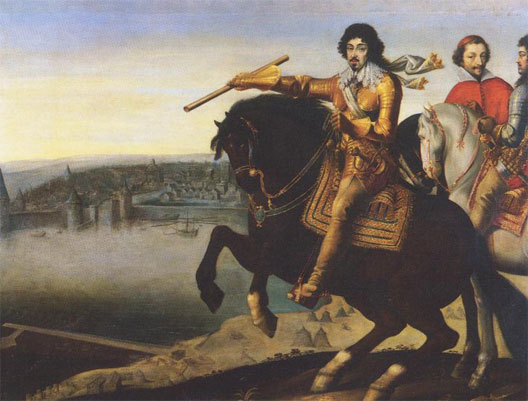
Louis et le cardinal de Richelieu, devant La Rochelle, capitale du protestantisme français.

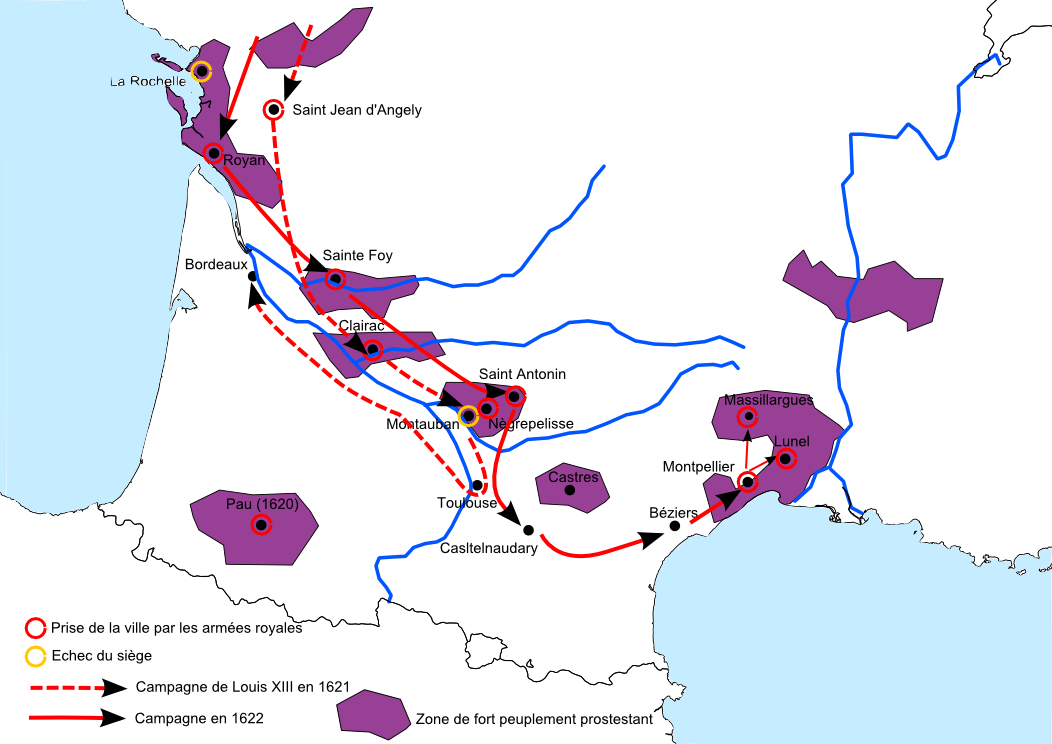
Campagnes de Louis XIII dans le Midi (1621-1622)

L'édit de Nantes instaure en France, pour 87 ans, une situation considérée souvent comme profondément originale et souvent célébrée comme la naissance de la tolérance en Europe. En fait, l'édit n'est pas une paix de religion bien exceptionnelle si l'on garde en tête les règlements de la coexistence religieuse en Pologne, Hongrie, Transylvanie, voire dans l'Empire. Il instaure un État catholique dans lequel le protestantisme est toléré, mais reste défavorisé. En effet, l'édit proclame le rétablissement de la religion romaine partout où elle avait cessé de s'exercer et des églises et biens ecclésiastiques à leurs premiers possesseurs alors que le culte protestant ne peut s'exercer librement partout. La recatholicisation du royaume devient alors possible. C'est ainsi qu'à partir du début du XVIIe siècle Henri IV poursuit une politique favorisant clairement la réforme catholique, comme le montre son soutien aux jésuites.
Louis XIII doit faire face à de nouvelles rébellions protestantes. Elles s'expliquent facilement par le réflexe de peur d'une minorité craignant la réalisation d'un grand « dessein royal » à ses dépens. Ces révoltes touchent seulement l'Ouest et le Midi. Le Dauphiné, la Normandie et la région parisienne restent calmes. En 1615, l'assemblée de Nîmes décide de soutenir les nobles qui s'opposent au mariage de Louis XIII avec Anne d'Autriche. En 1620, le roi se rend dans le Béarn, province majoritairement acquise à la Réforme, avec une armée. Il y rétablit le culte catholique selon les termes de l'édit de Nantes. La conséquence en est le soulèvement des protestants en mai 1621 par la première des rébellions huguenotes. Le conflit est marqué par deux campagnes de Louis XIII dans le Midi, en 1621 et 1622. Les protestants perdent 80 places fortes ; Montpellier, Millau, Nîmes, Castres et Uzès perdent la moitié de leurs fortifications. En 1625, Benjamin de Rohan, frère du chef des protestants, Henri II de Rohan, prend l'initiative d'un nouveau soulèvement, que le Languedoc suit sans enthousiasme. Il se termine par le traité de Paris signé en février 1626 qui reconduit la paix précédente. Charles Ier d'Angleterre pousse ensuite les huguenots à leur dernière grande révolte (1627-1629). Les troupes royales assiègent La Rochelle d'août 1627 à octobre 1628). Le souverain lui-même se rend en Languedoc où il prend Privas en mai 1629. L'édit de grâce d'Alès de juin 1629 pardonne la révolte, laisse aux protestants les libertés religieuses prévues par l'édit de Nantes, mais ordonne la destruction de toutes les fortifications adverses. Les assemblées politiques huguenotes sont désormais interdites. Dès lors, l'édit est interprété de manière plus restrictive : tout ce qu'il n'autorise pas est interdit. En 1680, ne subsiste que la moitié des temples de 1598, moins du tiers en 1683, le quart fin 1684.
À partir de 1678, particulièrement hostile au protestantisme, Louis XIV met en place (ou laisse s'installer, malgré quelques rappels à l'ordre de serviteurs trop zélés) une politique de conversion puis de vexation, voire de persécution. En 1681, Marillac, intendant du Poitou envoie les dragonnades forcer les familles protestantes à se convertir. En février 1682, il est désavoué et rappelé par Louvois qui craint un relâchement de la discipline militaire. Cette politique est critiquée par l'Europe protestante qui propose d'accueillir les huguenots. Enfin, en octobre 1685, Louis XIV fait paraître l'édit de Fontainebleau qui révoque l'édit de Nantes sauf dans la partie conquise de l'Alsace. Les protestants, déjà réduits en nombre depuis un siècle, sont obligés de se convertir ou de s'exiler. Des troubles éclatent au début du XVIIIe siècle dans les Cévennes où la population, connue sous le nom de « camisards » se révolte contre le gouvernement.
Il faut attendre les critiques des Lumières pour voir enfin l'instauration d'une véritable tolérance religieuse. En 1787, le roi Louis XVI par l'édit de Versailles accorde un état civil aux protestants, ce qui instaure le mariage civil en France. C'est seulement avec la déclaration des droits de l'homme et du citoyen de 1789 que les protestants sont pleinement réintégrés dans leurs droits civiques au sein du royaume de France. À la fin du XVIIIe siècle, on compte entre 500 000 et 650 000 réformés dans le royaume, guidés par quelque 150 pasteurs.

## Historiographie des guerres de Religion

### Denis Crouzet, 1990
L'historiographie récente tend à insister sur les causes proprement religieuses des guerres de Religion. Denis Crouzet (Les Guerriers de Dieu, Champ Vallon, 1990), s'attache à montrer comment les peurs eschatologiques, liées à la croyance en une fin du monde proche, ont pu mener dans les années 1560 à une « violence de la possession divine » cherchant à réinstaurer la pureté du royaume. C'est ainsi qu'on observe de nombreux rituels de violence ayant pour but de mettre au grand jour la corruption des hérétiques : mises en scène macabres, mutilations des cadavres... Les calvinistes auraient, quant à eux, tenté de désenchanter ce monde plein des signes divins en démontrant la rationalité de la religion du Verbe, d'où une violence plus modérée dans un premier temps, avant d'adopter cependant par la suite une tactique terroriste cherchant à intimider l'adversaire. Selon l'analyse de Denis Crouzet, le massacre de la Saint-Barthélemy, loin de casser simplement la dynamique du parti huguenot, a mené paradoxalement à un recul de la violence catholique : après le rêve de l'unité en Dieu, les catholiques auraient sombré dans la mélancolie avec la prise de conscience de l'inutilité de la violence. La Ligue, qui marque la dernière phase des guerres de Religion de son empreinte, a ainsi cherché à limiter la violence prophétique et eschatologique des débuts des troubles religieux, pour adopter une attitude de pénitence dans l'attente de la venue du Christ.

### William Cavanaugh, 2009
Plus récemment, William T. Cavanaugh, dans son livre Le Mythe de la violence religieuse, a montré comment la dimension « religieuse » des guerres du XVIe siècle avait été instrumentalisée par les historiens et les politiques des siècles suivants. Par une étude serrée de l'histoire du mot « religion », il met en évidence que le terme n'apparaît dans son acception actuelle qu'après le XVIIe siècle. Auparavant, religion signifie « piété », et l'idée qu'il puisse exister des « religions » différentes, y compris l'islam ou le judaïsme, est impensable pour l'homme médiéval, car il n'existe pour lui qu'une seule connaissance de Dieu, avec des variantes et des hérésies (voir par exemple Thomas d'Aquin, Somme contre les Gentils, livre 1, question 6). Les conflits que nous qualifions aujourd'hui de « religieux » sont, au XVIe siècle, essentiellement d'ordre politique car le contenu théologique des oppositions reste secondaire par rapport aux intérêts politiques ou économiques en jeu. Dès le XVIIe siècle, mais plus encore à partir du XVIIIe, la référence religieuse pour caractériser un parti construit le mythe d'une violence religieuse que le politique a charge de contenir, ce qui permet de légitimer la puissance de l'État moderne et de ceux qui en détiennent le contrôle sur la société.

## Les guerres de Religion dans la littérature et les arts

### Littérature
- La saga des Pardaillan de Michel Zévaco couvre la période 1553-1620.
- La Reine Margot d'Alexandre Dumas

### Cinéma
- La Princesse de Montpensier de Bertrand Tavernier
- La Reine Margot de Patrice Chéreau

### Expositions
Dans le cadre de la saison Faste et tragédie à la Renaissance, le musée Condé du château de Chantilly, qui conserve l’une des plus importantes collections relatives aux guerres de Religion, Henri d'Orléans (1822-1897), duc d’Aumale ayant hérité des riches archives Montmorency et Condé, a organisé l'exposition « Visages des guerres de Religion » du 4 mars au 21 mai 2023, au Cabinet d'arts graphiques du château. Ont été organisées en partenariat les expositions La Haine des clans. Guerres de Religion, 1559-1610 au musée de l’Armée (du 5 avril au 30 juin 2023) et Antoine Caron (1521-1599). Le Théâtre de l’Histoire au Château d’Écouen (du 5 avril au 3 juillet 2023).

## Chronologie des rois (France, Navarre, Espagne, Angleterre) et gouverneurs (Pays-Bas)
Rangée 1 : chronologie des guerres de Religion en France

Rangée 2 : rois de France

Rangée 3 : rois de Navarre

Rangée 4 : gouverneurs des Pays-Bas pour le compte de Charles Quint, puis de Philippe II (légende en bas de paragraphe)

Rangée 5 : rois d'Espagne

Rangée 6 : reines d'Angleterre
Légende des gouverneurs des Pays-Bas :

1 : Marie de Hongrie, sœur de Charles Quint

2 : Emmanuel-Philibert, duc de Savoie

3 : Marguerite de Parme, demi-sœur de Philippe II

4 : Ferdinand Alvare de Tolède, duc d'Albe

5 : Luis de Zúñiga y Requesens

6 : don Juan d'Autriche, demi-frère de Philippe II